# Schlacht um Caen
Luftkrieg · Seekrieg
Neptune · Caen · Carentan · Cherbourg · Saint-Lô · Cobra · Bretagne · Lüttich · Falaise · Paris
Die Schlacht um Caen war eine Abfolge von militärischen Angriffsoperationen im Zweiten Weltkrieg, die sich im Zeitraum zwischen Juni und August 1944 in Nordfrankreich ereigneten. Die Eroberung der verkehrsstrategisch wichtigen französischen Stadt Caen war ursprünglich bereits für die ersten Tage nach Beginn der Landung in der Normandie am 6. Juni 1944 im Rahmen der Operation Neptune geplant. Trotz einer weitestgehend erfolgreichen Landung der ersten alliierten Angriffsverbände misslang der Versuch, Caen im ersten Anlauf zu erobern. Der alliierte Kommandeur Bernard Montgomery sah sich deshalb in den nachfolgenden Monaten zu mehreren Angriffen zur Eroberung der Stadt und zur Kontrolle ihres Umlandes gezwungen. Verteidigt wurde das Gebiet von Verbänden der deutschen Wehrmacht und der Waffen-SS.
Darüber hinaus sollten die deutschen Befehlshaber mittels Vortäuschung eines Hauptangriffs auf Caen im britischen Sektor vom US-amerikanischen Sektor abgelenkt werden und die amerikanischen Truppen dadurch freien Handlungsspielraum für blitzkriegähnliche Operationen erhalten. Die folgenden Kämpfe um Caen entwickelten sich zu einer Materialschlacht und einem Stellungskrieg. Am 9. und 10. Juli gelang es den Briten und Kanadiern, den Nord- und Westteil Caens zu erobern. Weitere neun Tage später, am 19. Juli 1944, war die gesamte Stadt unter alliierter Kontrolle. Daraufhin versuchten die Alliierten, über die Straße Caen-Falaise nach Falaise durchzubrechen. Die nachfolgenden Kämpfe bezeichnet man als Kessel von Falaise.
Die wiederholten britischen Angriffe im Raum Caen banden wesentliche deutsche Truppenverbände. Dies ermöglichte den amerikanischen Landungstruppen, den Westteil des Brückenkopfes zu erweitern und letztlich bei Saint-Lô in der Operation Cobra den entscheidenden Durchbruch zu erreichen. Die Kämpfe um Caen waren zwar verlustreich, verhalfen den Alliierten schließlich aber zu einer festen Basis in Nordfrankreich, von der aus sie erst Paris befreiten (Kapitulation am 26. August 1944) und später zum Angriff auf das Deutsche Reich ansetzten.
Die mittelalterliche Stadt Caen sowie die umliegenden Dörfer, Städte und auch das Gelände wurden durch das alliierte Bombardement, den Artilleriebeschuss und die Kämpfe zum Großteil zerstört. Bei den Bomberangriffen der Royal Air Force und der United States Army Air Forces auf Caen vom 6. Juni bis zum 19. Juli 1944 wurden etwa 2000 Bürger der Stadt getötet, 3,5 % aller Einwohner, dazu viele Franzosen, die sich angesichts der vorrückenden Front in die Stadt geflüchtet hatten. Der Wiederaufbau des zerstörten Caen dauerte von 1948 bis 1962.

## Hintergrund

### Ausgangssituation

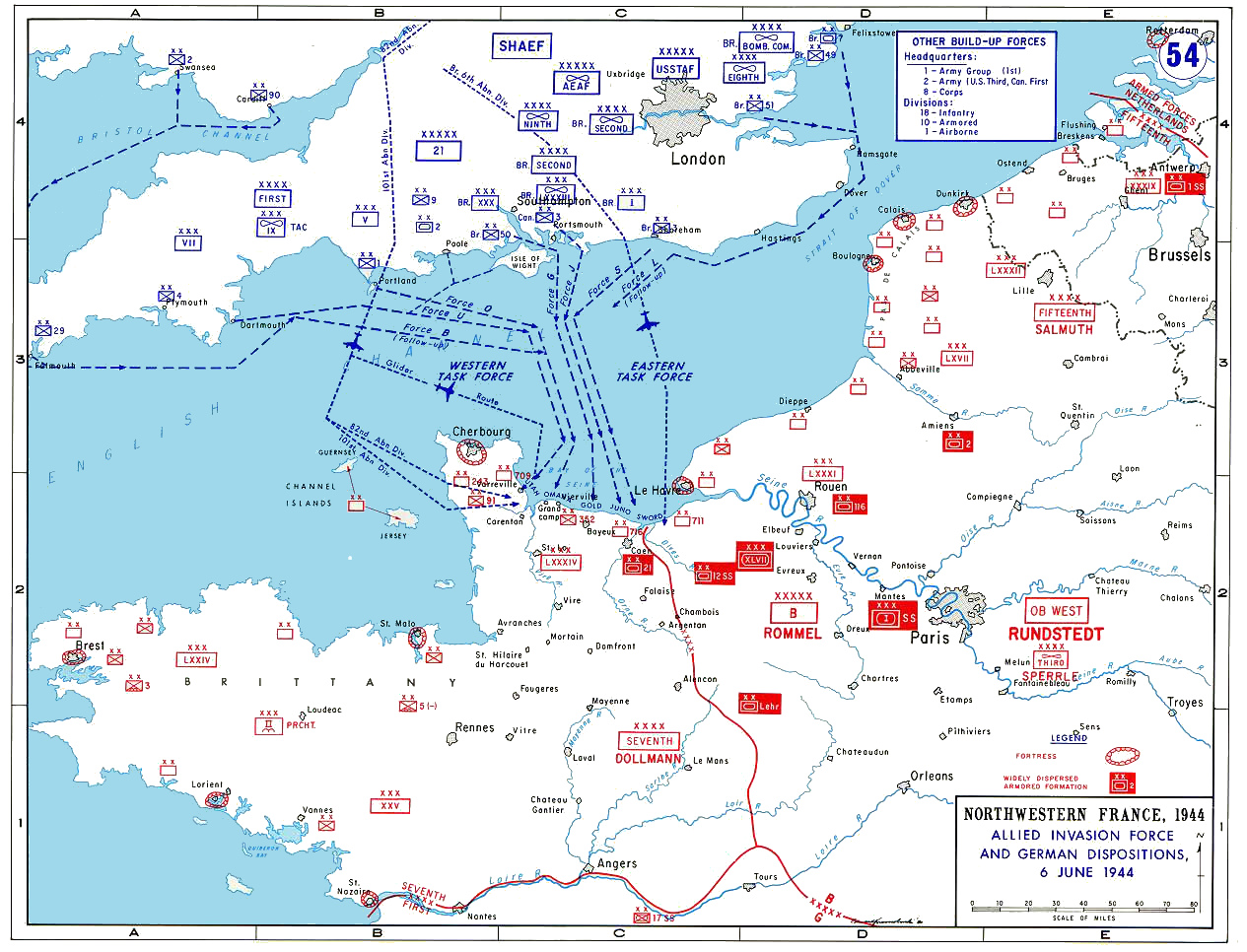
Karte der Normandie und der Truppenstärken und -bewegungen

Bereits vor dem Kriegseintritt der USA im Dezember 1941 war ein Engagement auf dem europäischen Kriegsschauplatz absehbar. In der Konferenz von Washington (22. Dezember 1941 bis 14. Januar 1942) kamen Franklin D. Roosevelt und Winston Churchill überein, dass eine Landung auf dem europäischen Kontinent über das Mittelmeer, von der Türkei aus auf den Balkan, oder in Westeuropa erforderlich sein würde. Einer Konfrontation mit der deutschen Wehrmacht wurde gegenüber dem Pazifikkrieg gegen Japan Priorität eingeräumt. Zur Entlastung der Roten Armee hatte Josef Stalin die Westalliierten zur Eröffnung einer zweiten Front gedrängt. Auf der Konferenz von Teheran im November 1943 beschloss man daher Landungen in Nordfrankreich (Operation Overlord) und Südfrankreich (Operation Dragoon).
Im Gegensatz zu Churchill, der angeblich aufgrund fehlender Transportmittel auf die Operation Anvil verzichten wollte, favorisierte Stalin die ursprünglich geplante Zangenbewegung. Die Rote Armee hatte diese Strategie schon öfter erfolgreich angewandt. Unterdessen hielten die Amerikaner eine Invasion in Südfrankreich ebenfalls für sinnvoll, da die Häfen von Toulon und Marseille gute Nachschub- und Versorgungsmöglichkeiten für die alliierten Truppen in Frankreich bieten würden. Schließlich wurde eine gleichzeitige Invasion in Südfrankreich verworfen und begann als Operation Dragoon schließlich zeitversetzt am 15. August 1944.
Auf der Casablanca-Konferenz wurde in Abwesenheit Stalins die Gründung eines gemeinsamen Hauptquartiers, des Supreme Headquarters Allied Expeditionary Force, beschlossen. Die Führung als Supreme Allied Commander übernahm Dwight D. Eisenhower. Sein Stabschef wurde, unter der Bezeichnung Chief of Staff to the Supreme Allied Commander, der Lieutenant-General (Generalleutnant) Frederick E. Morgan, der dann die Planungen für die Operation Overlord leitete. Den Oberbefehl über die Landeeinheiten erhielt Bernard Montgomery. Die Seestreitkräfte befehligte Admiral Bertram Ramsay und die Luftstreitkräfte Air Chief Marshal Trafford Leigh-Mallory. Als Hauptziele waren die Kontrolle der größeren Städte Caen, Bayeux, Saint-Lô und Cherbourg genannt.

### Operation Neptune – Invasion in der Normandie

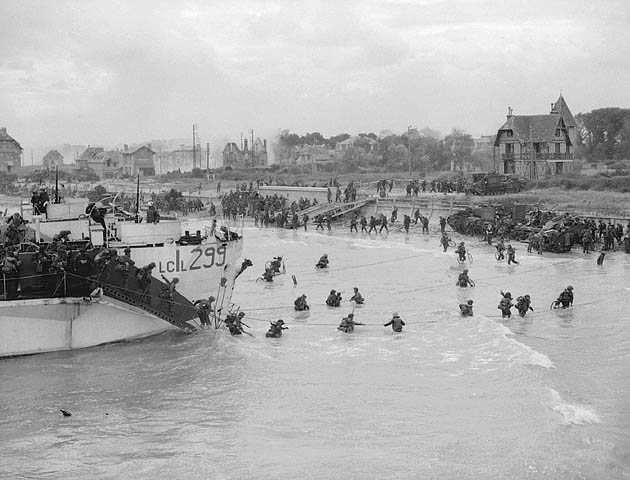
Kanadische Truppen landen am Abschnitt 'Nan White' Beach bei Bernières-sur-Mer

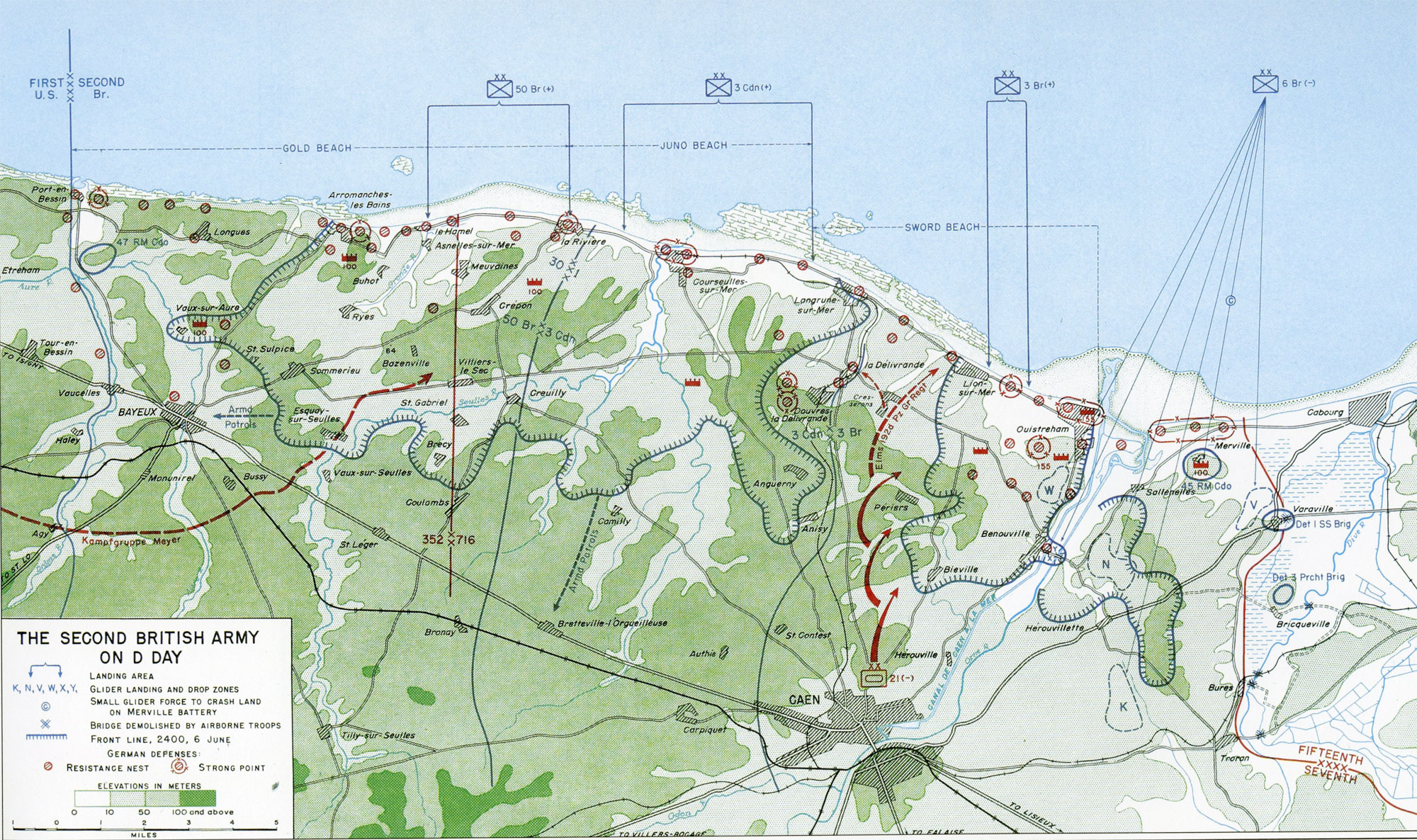
Operationen der britisch-kanadischen 2. Armee am D-Day, 6. Juni 1944

Am 6. Juni 1944, dem sogenannten D-Day, griffen alliierte Truppen im Zuge der Operation Neptune mit einer großen Streitmacht die französische Kanalküste an. Sie umfasste mehrere tausend Schiffe, etwa 2000 Jagdflugzeuge und 1000 Bomber. Die Landung der Truppen erfolgte auf einer Länge von 98 Kilometern zwischen Sainte-Mère-Église auf der Halbinsel Cotentin im Westen und Ouistreham im Osten. An den westlichen Strandabschnitten Utah und Omaha landeten an diesem 6. Juni die US-amerikanische 1st US Army, an den östlichen (Gold, Juno und Sword) die britisch-kanadische 2nd Army, insgesamt rund 170.000 Mann. Insbesondere die Kämpfe am Omaha Beach erwiesen sich als äußerst blutig und verlustreich für beide Seiten.

Am Abend des Invasionstags hatten die Alliierten mit Unterstützung von Fallschirmjägern, die in der Nacht zuvor unter hohen Verlusten hinter der Landungsfront abgesetzt worden waren, fünf Landeköpfe gesichert. Bei der Operation Tonga sprangen britische und kanadische Fallschirmjäger und Kommandoeinheiten hinter dem Strandabschnitt Sword ab oder wurden mit Lastenseglern abgesetzt. Sie konnten operativ wichtige Brücken wie die Pegasus- und Horsabrücke sowie die Artilleriebatterie bei Merville einnehmen, anschließend halten und damit den Nachschub der deutschen Verbände sowie das Heranführen von Verstärkung unterbinden. Damit schufen sie einen Brückenkopf nördlich von Caen, der den alliierten Truppen in der Schlacht um Caen von Vorteil war. Um einen gesicherten Brückenkopf aufzubauen, mussten die nächstgelegenen Städte eingenommen werden und ein Zusammenschluss der Landungstruppen erfolgen. Caen und das Umland boten ein gutes Terrain für das Anlegen von Flugfeldern. Außerdem hatte Caen einen Hafen, über den Nachschub in die Normandie transportiert werden konnte.

## Verlauf

Panzer der britischen 7. Panzerdivision auf dem Weg landeinwärts von Gold Beach, 7. Juni

Die Einnahme von Caen war bereits am D-Day das Ziel der britischen 2nd Army gewesen. Die Kontrolle über Caen und das Umland hätte den Alliierten den Bau von Landebahnen für Nachschubflugzeuge bzw. die Nutzung des Flugfeldes bei Carpiquet ermöglicht. Darüber hinaus wäre die Überquerung des Flusses Orne durch die Einnahme der Stadt und ihrer Brücken erleichtert worden. Da es aber den Briten und Kanadiern aufgrund des starken deutschen Widerstandes nicht gelang, die Stadt in den ersten Tagen der Invasion unter ihre Kontrolle zu bringen, befahl Montgomery mehrmals Angriffe auf Caen und dessen Umland. Diese Operationen sollten nebenbei dem Zweck dienen, die deutsche Wehrmacht vom US-amerikanischen Sektor abzulenken und ihr dementsprechend einen Hauptangriff im britischen Sektor vorzutäuschen. Unterdessen sabotierte die französische Résistance während der alliierten Operationen strategisch wichtige Schlüsselpunkte der deutschen Verteidigung wie beispielsweise Eisenbahnlinien oder Straßen.

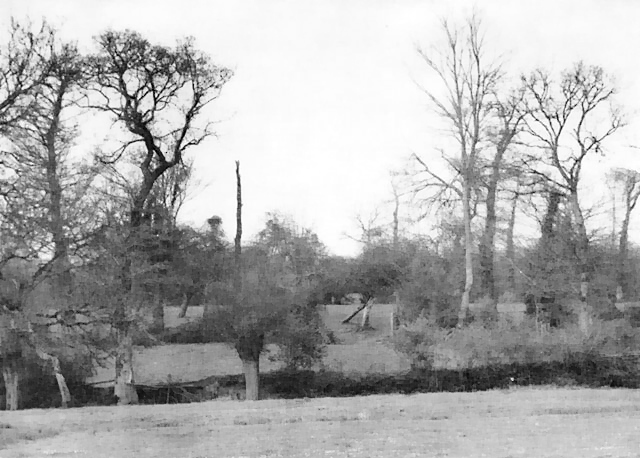
Bocage-Landschaft

Das Kampfgebiet bestand zum Teil aus einer Bocage-Landschaft mit vielen Feldern, kleinen Wegen, Flüssen und Bächen, die gute Verteidigungspositionen boten. Überlebende alliierte Soldaten berichteten, dass jedes einzelne Feld in heftigen Kämpfen erobert werden musste. Daneben war für Panzer sehr gut befahrbares Gelände vorhanden, was für die Alliierten wie auch für die Deutschen von großer Bedeutung war. Caen war für die Abstimmung der deutschen 7. Armee und 15. Armee im Département Pas-de-Calais äußerst wichtig. Nahmen die Alliierten Caen ein, dann würde ein Rückzug der deutschen Truppen von der Kanalküste unvermeidbar werden, um eine Verbindung zwischen ihnen aufrechtzuerhalten. Ein Rückzug entsprach aber keineswegs den Vorstellungen Adolf Hitlers, der befohlen hatte, jeden Meter Land zu verteidigen und zu halten. Aus diesem Grund konzentrierten die Deutschen ihre Streitkräfte im Gebiet um Caen. Sie verlegten 150 schwere und 250 mittlere Panzer in das Caen-Gebiet, jedoch lediglich 50 mittlere Panzer und 26 Panzerkampfwagen V Panther in das Gebiet der amerikanischen Verbände.

### Schlacht bei Tilly-sur-Seulles (8. bis 19. Juni)

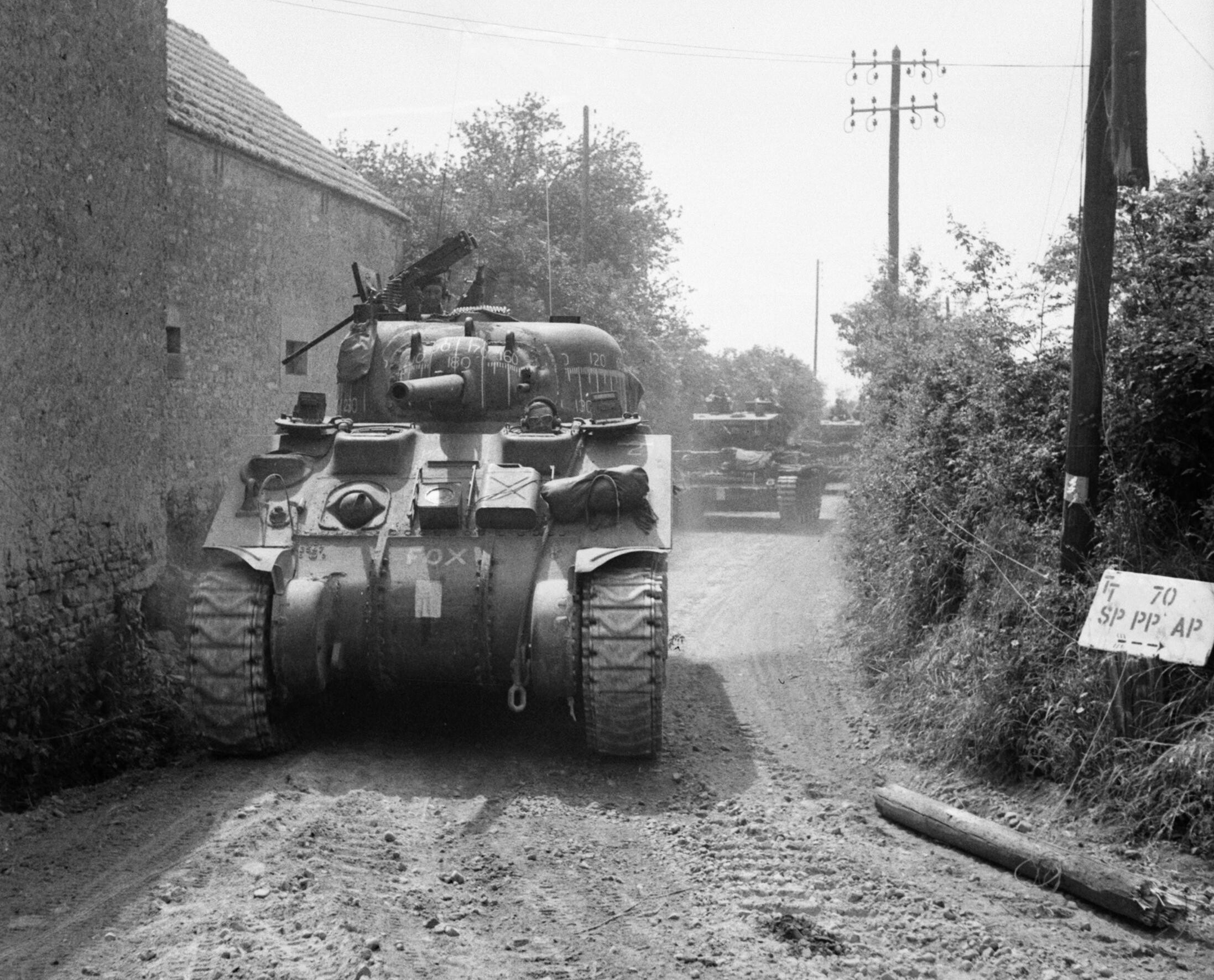
Ein Sherman der Royal Marines Armoured Support Group auf dem Weg nach Tilly-sur-Seulles am 13. Juni

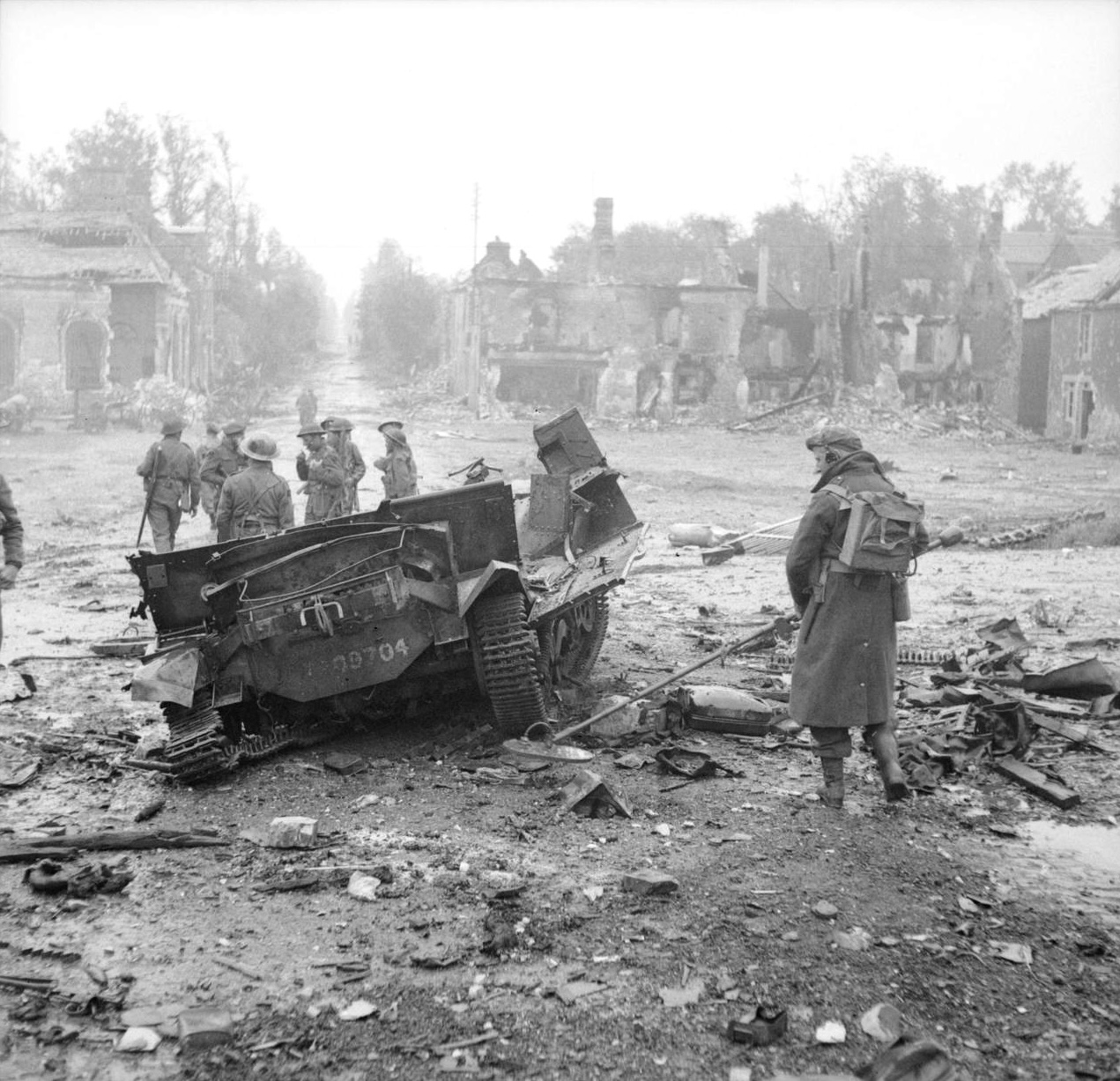
Ein zerstörter Universal Carrier in Tilly-sur-Seulles, 19. Juni

Vom 8. bis 19. Juni 1944 entbrannte bei Tilly-sur-Seulles eine Schlacht zwischen Teilen des britischen XXX Corps und der deutschen Panzer-Lehr-Division, die gemeinhin als Schlacht bei Tilly-sur-Seulles bekannt ist. Beide Parteien lieferten sich heftige Kämpfe um den Ort und die Frontlinie. Erst als britische Verbände am Abend des 18. Juni in den größtenteils zerstörten Ort vordrangen und sich dort trotz vereinzelter deutscher Gegenangriffe hielten, befahl Generalmajor Fritz Bayerlein, Kommandeur der Panzerlehrdivision, seinen Truppen, sich aus Tilly-sur-Seulles zurückzuziehen. Nachdem die Gegend etwa 23 Mal ihren Besitzer gewechselt hatte, gelang es der britischen 50th Infantry Division am 19. Juni, das Gelände komplett zu erobern. Bei den Kämpfen verloren auch 76 Dorfbewohner ihr Leben, etwa 10 % der Bevölkerung. Die Panzerlehrdivision verfügte vor der Schlacht über 190 Panzer; danach nur noch über 66. Neben den Panzern verloren die Deutschen auch 5500 Mann. In Tilly-sur-Seulles befinden sich seitdem ein britischer Soldatenfriedhof und ein Museum, das an die Schlacht erinnert. Etwas weiter entfernt liegt ein weiterer Soldatenfriedhof, der Jerusalem War Cemetery, der kleinste Soldatenfriedhof in der Normandie.

### Operation Perch (9. bis 14. Juni)

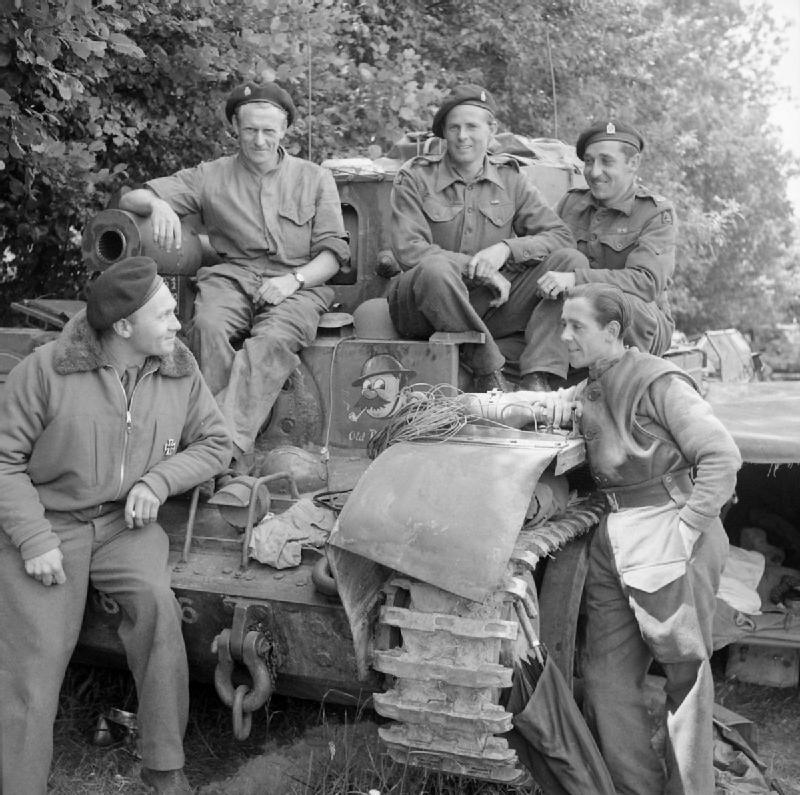
Britischer Captain (links) mit seinem Cromwell VI und seiner Mannschaft aus der 4th County of London Yeomanry, 7. britische Panzerdivision, 17. Juni 1944

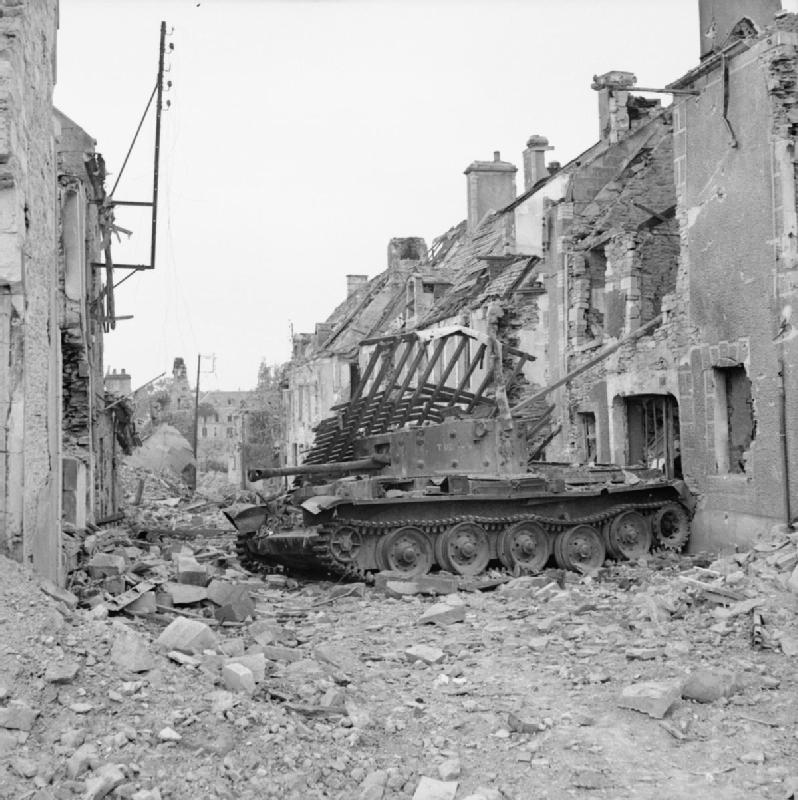
Zerstörter Cromwell-Panzer in den Ruinen von Villers-Bocage

Der ursprüngliche Plan für Operation Perch sah vor, dass das britische XXX Corps südöstlich von Caen vorstoßen sollte. Die Einnahme von Caen sollte zu diesem Zeitpunkt schon abgeschlossen sein. Da der alliierte Zeitplan aber nicht eingehalten wurde, wurde der Operationsplan abgeändert. Das I Corps sollte nun westlich von Caen, aus dem Orne-Brückenkopf, zwei Tage später zusätzlich angreifen. Nun sollte Caen mit Hilfe eines Zangenangriffs eingenommen werden. Sowohl der Angriff des XXX Corps als auch der des I Corps verliefen schleppend. Das I Corps, welches primär gegen die deutsche 21. Panzer-Division kämpfte, brach seinen Angriff am 12. Juni ohne größeren Erfolg ab. Um die britischen Angriffe zu unterstützen, gingen nun auch kanadische Truppen zum Angriff über. Teile der kanadischen 3rd Canadian Infantry griffen Stellungen der 12. SS-Panzer-Division „Hitlerjugend“ an.
Ziel war die Stadt Le Mesnil-Patry. Der kanadische Vorstoß scheiterte unter hohen Verlusten und wurde abgebrochen. Westlich von Caen entstand derweil für die britischen Verbände eine günstige Gelegenheit. Die 1st US-Infantry Division drängte die schwer angeschlagene 352. Infanterie-Division zurück und entblößte dadurch die westliche Flanke der deutschen Panzer-Lehr-Division. Montgomery änderte daraufhin den Plan der Operation Perch, um die Panzer-Lehr-Division anzugreifen und die Stadt Villers-Bocage sowie andere nahegelegene Orte einzunehmen. Dafür wurde die britische 7th Armored Division von den Kämpfen bei Tilly-sur-Seulles abgezogen und in Richtung der entstandenen Lücke eingesetzt. Die Position der Panzer-Lehr-Division wäre dadurch unhaltbar geworden.
In den frühen Morgenstunden des 13. Juni nahmen britische Verbände der 22nd Armored Brigade die Stadt Villers-Bocage ein. Teile der in der Nähe befindlichen schweren SS-Panzer-Abteilung 101 unter dem Befehl von Michael Wittmann, die zur Sicherung der Straße N 175 südlich von Caen bei Villers-Bocage unterwegs war, griffen die britischen Verbände an. Im anschließenden Gefecht, das unter dem Namen „Schlacht um Villers-Bocage“ bekannt wurde, verloren die Briten 20 Cromwell-Panzer, vier Sherman Fireflys, eine Anzahl von Stuarts und über 30 Halbkettenfahrzeuge sowie Bren Gun Carriers.
Nach diesem Vorfall rückten andere deutsche Panzerverbände auf Villers-Bocage zu, verloren aber gegen die nun besser vorbereiteten Alliierten einige ihrer Tiger-Panzer. Auf deutscher Seite gingen während dieses Gefechts zehn von 25 Panzern, auf alliierter 30 Panzer und mehr als 30 leicht gepanzerte Fahrzeuge von insgesamt 200 verloren. Ohne militärische Notwendigkeit und trotz der erfolgreich abgewehrten Gegenangriffe befahlen die britischen Kommandeure nun den Rückzug der 7th Armored Division, was dazu führte, dass die Gelegenheit, deutsche Verbände zu flankieren, vergeben wurde.

Am 14. Juni, nach dem Rückzug aus Villers-Bocage, hatte die 7th Armored Division in der Nähe von Amayé-sur-Seulles Verteidigungspositionen bezogen. Derweil erneuerte die britische 50th Infantry Division ihren Angriff auf die Stellungen der Panzer-Lehr-Division, welche sich nun aus mehreren Richtungen bedroht sah. Ein Durchbruch durch die deutschen Linien gelang jedoch nicht. Daraufhin entschied man, die 7th Armored Division völlig zurückzunehmen und die Frontlinie zu begradigen. Operation Perch war beendet.
Der Fehlschlag der Operation Perch beendete die „mobile“ Kriegsführung im Bereich Caen. Es folgte eine Serie von stückweisen alliierten Vorstößen zur Sicherung von Raum, welcher dringend benötigt wurde, um mehr Truppen und Material in den Brückenkopf bringen zu können. Die Kämpfe im östlichen Bereich der Normandie gingen nun in eine Art Abnutzungsschlacht über. Für den Fehlschlag der Operation wurden auf alliierter Seite vor allem der Kommandeur der 7th Armored Division George Erskine sowie der Kommandierende General des XXX Corps Gerard Bucknall verantwortlich gemacht.

Michael Wittmann wurde von der deutschen Propaganda für seinen Einsatz bei Villers-Bocage als Kriegsheld gefeiert und von Josef Dietrich für das Ritterkreuz des Eisernen Kreuzes mit Eichenlaub und Schwertern vorgeschlagen. Am 25. Juni erfolgte die Verleihung des Ordens durch Adolf Hitler in Berchtesgaden. Am 14. und 15. Juni griffen 337 Flugzeuge der Royal Air Force deutsche Truppen und Fahrzeuge bei Aunay-sur-Odon und Évrecy nahe Caen an. Hintergrund dieses schnell ausgeführten Angriffs war ein detaillierter Bericht der alliierten Aufklärung über deutsche Einheiten und ihre Positionen. Klares Wetter ermöglichte es der RAF, beide Ziele ohne eigene Verluste erfolgreich zu bombardieren.

### Operation Epsom (25. bis 30. Juni)

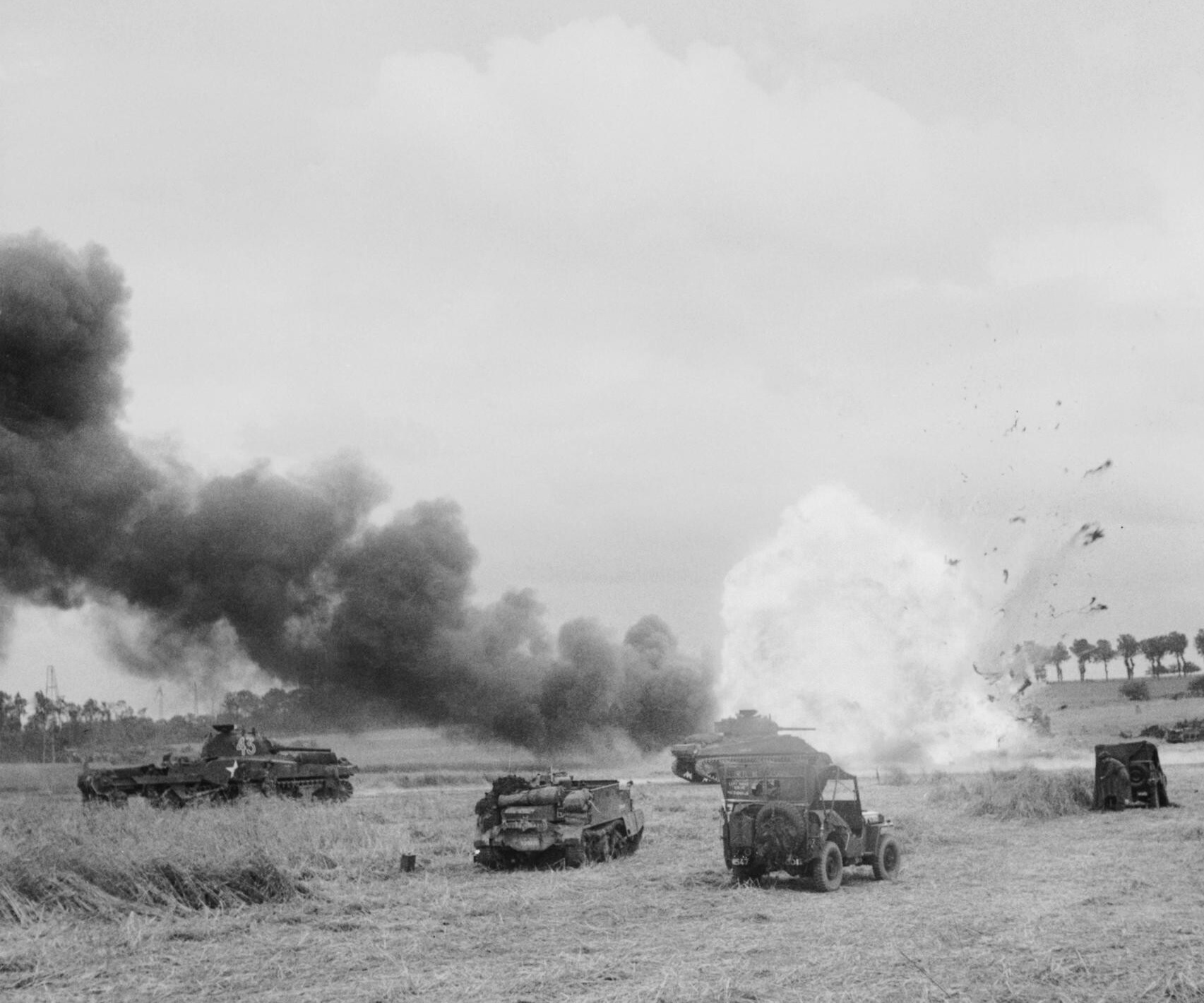
Ein Munitionsfahrzeug der 11. britischen Panzerdivision explodiert, nachdem es während der Operation Epsom durch Mörserbeschuss getroffen wurde.

Soldaten der 7th Seaforth Highlanders, aus der schottischen 15. Division, rücken während der Operation Epsom am 26. Juni vor.

Elf Tage nach der Operation Perch begannen die Alliierten – nachdem sie sich zuvor gesammelt sowie formiert hatten, aber zwischen dem 19. und 22. Juni durch einen Sturm aufgehalten worden waren – die Operation Epsom. Das aus kanadischen und schottischen Einheiten bestehende VIII Corps unter Lieutenant General Richard O’Connor sollte den Fluss Odon westlich von Caen überschreiten und einen Brückenkopf bilden, mit dessen Hilfe die Einkreisung der Stadt ermöglicht werden sollte. O’Connor wurden für die Operation 60.000 Soldaten, über 700 Geschütze und etwa 600 Panzer zur Verfügung gestellt, von denen die meisten Truppen jedoch wenig Kampferfahrung besaßen. Vorbereitende Angriffe durch Verbände des I Corps und des XXX Corps sollten den Hauptangriff unterstützen. Östlich der Hauptstoßrichtung griff die britische 51st (Highland) Division die Stellungen der 21. Panzer-Division an. Der Angriff zielte darauf ab, die deutschen Verbände dort zu binden. Westlich des geplanten Hauptstoßes griffen die 49th Infantry Division und die 8th Armored Brigade an, um die dort gelegenen Höhen einzunehmen. Damit sollte die Flanke des Angriffes gedeckt werden.

Schlechte Wetterverhältnisse und fehlgeschlagene Vorbereitungsangriffe erschwerten den alliierten Angriff. Die alliierte Artillerie unterstützte das Vorrücken mit einer Feuerwalze. Am 26. Juni wurde die alliierte Bomberflotte in England wegen schlechten Wetters an einer Luftunterstützung gehindert. Die alliierten Angriffe wurden überwiegend von SS- und Wehrmacht-Verbänden gestoppt. Die meisten der von den Alliierten besetzten Ortschaften konnten nicht gehalten werden. Nach schweren Kämpfen nahmen die Alliierten den Hügel 112 ein und sicherten ihn. Wegen des starken deutschen Widerstands gelang den Alliierten bis zum Abend des 30. Juni 1944 zwar die Einnahme lokaler Ziele, jedoch musste der Brückenkopf über den Odon wieder geräumt werden. Das VIII. Korps verlor bei den Kämpfen schätzungsweise 4020 Soldaten. General Foulkes von der kanadischen 2. Infanteriedivision schrieb dazu: „Wenn wir bei Caen und Falaise ins Gefecht gingen, stellten wir fest, dass wir, wenn wir auf kampferprobte deutsche Truppen stießen, ihnen nicht gewachsen waren. Ohne unsere Luft- und Artillerieunterstützung hätten wir uns nicht durchsetzen können.“

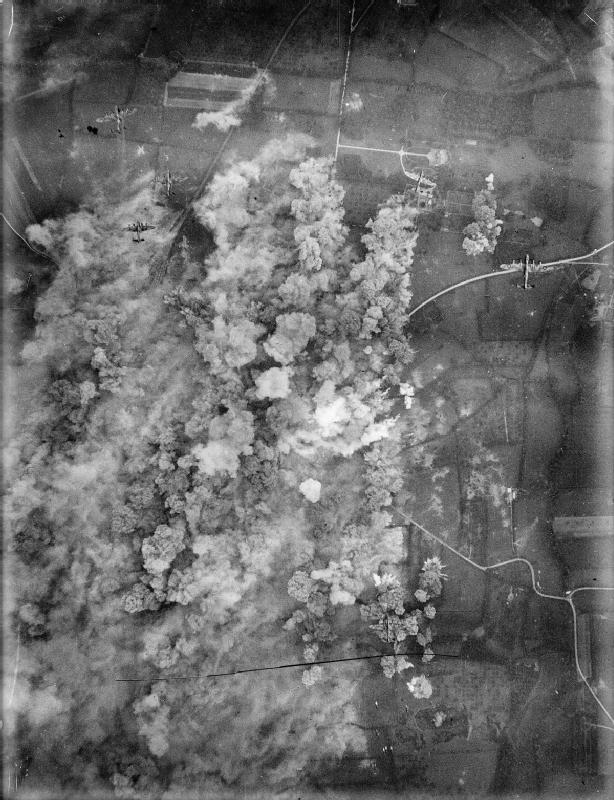
Aufnahme eines Angriffs auf eine Verkehrskreuzung nahe Villers-Bocage

Ein 266 Flugzeuge umfassender Bomberverband der Royal Air Force wurde am 30. Juni 1944 angewiesen, eine Straßenkreuzung in Villers-Bocage zu bombardieren, um einen für die Nacht auf den 1. Juli vorhergesagten Angriff zweier deutscher Panzerdivisionen des gerade in der Normandie eingetroffenen II. SS-Panzerkorps auf die Nahtstelle der alliierten Armeen zu verhindern. Der Befehlshaber des Bomberverbandes wies seine Piloten an, bis auf 1200 Meter herunterzugehen, um Markierungen im Rauch und in hochgewirbelter Erde zu erkennen. 1100 Tonnen Bomben wurden abgeworfen, zwei Flugzeuge gingen verloren und der deutsche Angriff wurde verhindert.

### Die Operation Windsor (4. bis 5. Juli)
Operation Windsor war ursprünglich für den 30. Juni vorgesehen. Die Operation war in Kombination mit der Operation Epsom geplant. Da diese nicht planungsgemäß verlief, wurde „Windsor“ einige Tage verschoben. Schließlich erhielten kanadische Verbände, namentlich die kanadische 3rd Canadian Division unter Rod Keller, den Auftrag, am 4. Juli 1944 das wenige Kilometer westlich von Caen gelegene Flugfeld bei Carpiquet einzunehmen. Das Flugfeld hätte bereits am D-Day erobert werden sollen, dies war aber fehlgeschlagen. Das Dorf und das Flugfeld wurden von Grenadieren der 12. SS-Panzer-Division „Hitlerjugend“ verteidigt. Aufgrund der Wichtigkeit des Flugfeldes waren die Verteidigungsstellungen gut ausgebaut. Das Flugfeld war durch Stahlbetonbunker, Maschinengewehrtürme sowie unterirdischen Gänge, 7,5-cm-Panzerabwehrgeschütze und 20-mm-Flugabwehrkanonen befestigt. Des Weiteren war das Areal von Minenfeldern und Stacheldrahtverhauen umgeben. Die kanadischen Truppen wurden vor dem Angriff von der Résistance über die Verteidigungsanlagen informiert.

Auf deutscher Seite befand sich ein geschwächtes Infanteriebataillon im Kampf, das von 15 Panzern und sechs 8,8-cm-Geschützen unterstützt wurde. Auf kanadischer Seite kämpften vier Infanteriebataillone unterstützt von Panzerkräften in Stärke von zwei Bataillonen, dazu mehr als 700 Rohre sowie Schiffe als Artillerieunterstützung. Ein Geschwader Hawker Typhoon stand zusätzlich als Unterstützung bereit. Der Angriff begann um 5 Uhr morgens mit Artillerieüberfällen von beiden Seiten. Die alliierte Artillerie bombardierte Carpiquet, während die deutsche reagierte und die vermuteten Vormarschrichtungen der kanadischen Soldaten unter Feuer nahm. Die ersten Kompanien des kanadischen Angriffes wurden vom deutschen Beschuss getroffen. Die Regimenter North Shore und Chaudière, die auf Carpiquet vorgingen, benötigten mehrere Stunden, um das Dorf von den Verteidigern zu säubern. Eine unterbesetzte Grenadierkompanie von ungefähr 50 Mann leistete erbitterten Widerstand im Häuserkampf und wurde erst durch den Einsatz von Panzern überwältigt.
Weitere Truppenbewegungen wurden von den 8,8-cm-Flaks, die östlich von Carpiquet in Stellung gebracht waren, stark behindert. Die Angriffe der Royal Winnipeg Rifles von Westen her, die über offenes Gelände führten, fielen ähnlich schwer, als deutsche Truppen aus den südlichen Flugzeughallen das Feuer eröffneten. Deutsche Panzer unterbanden das Vordringen der alliierten Panzer und somit blieb die kanadische Infanterie auf sich gestellt. Nachdem einige Shermans ausgeschaltet worden waren, zogen sich die Soldaten des Royal Winnipeg Regiment wieder zurück. Für die zweite Phase des Angriffes wurden die Queen’s Own Rifles in Marsch gesetzt. Sie bezogen Stellung nordwestlich des Flugfeldes. Die Winnipegs bekamen nun den Befehl, unterstützt von Artillerie und gepanzerten Fahrzeugen erneut in Richtung Flugfeld anzugreifen. Dieses Mal erreichten sie die äußeren Hangars, waren aber nicht in der Lage, diese einzunehmen. Da dieser Fehlschlag den Einsatz der Queen’s Own Rifles verhinderte, befahl Blackadder um 21 Uhr die Einstellung des Angriffes. Die kanadischen Truppen konnten Carpiquet einnehmen und die unverteidigten Flugzeughallen im Norden des Flugfeldes besetzen. Die restlichen Flugzeughallen und der Kontrollturm blieben in deutscher Hand. Dadurch war Operation „Windsor“ auf operativer Ebene ein Fehlschlag. Die kanadischen Verbände verloren an diesem Tag 377 Mann, die North Shore und Winnipeg hatten mit jeweils 132 Toten die größten Verluste. Panzerverluste sind nur vom 10th Armored Regiment bekannt und werden mit 17 angegeben. Die Verbände der 12. SS-Division erlitten 155 Verluste.

### Operation Charnwood (7. bis 9. Juli)

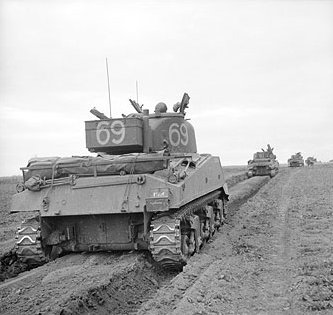
Sherman-Panzer bei der Operation Charnwood am 8. Juli

Ein britischer Soldat hält in den Ruinen Caens Ausschau nach deutschen Scharfschützen, 9. Juli

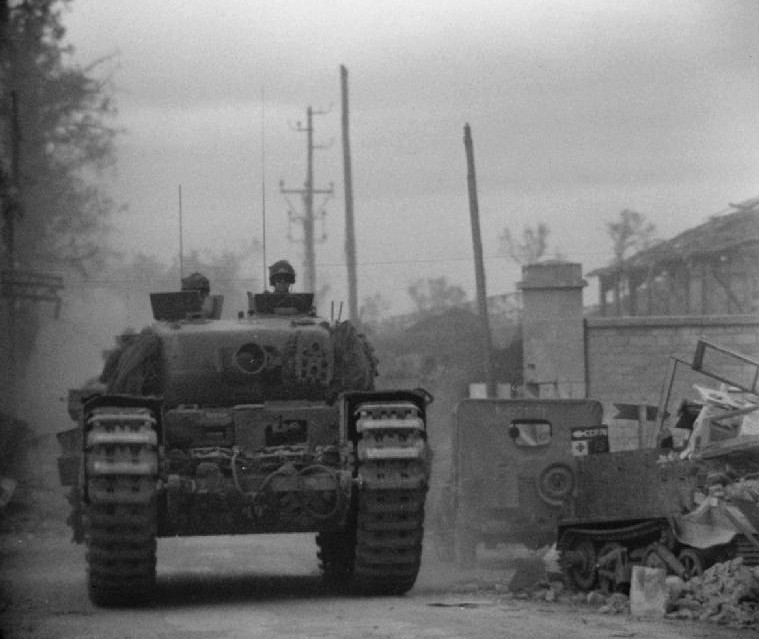
Ein Churchill AVRE der 79. britischen Panzerdivision rückt am 10. Juli nach Caen vor

Sherman-Panzer und Panzerabwehrkanone im Stadtzentrum Caens, 10. Juli

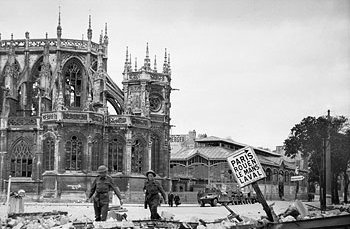
Britische Soldaten vor der zerstörten Kirche Saint Pierre in Caen, 10. Juli

Ein britischer Soldat hilft einer alten Frau nach der Eroberung Caens. Im Hintergrund sind die Ruinen der Stadt zu erkennen.

Der alliierte Plan sah vor, mit einem Flächenbombardement die deutschen Stellungen nördlich von Caen anzugreifen, um die Verteidiger zu demoralisieren und die Moral der eigenen Truppen zu heben.
Währenddessen erging am 7. Juli 1944 vom Wehrmachtführungsstab folgender Befehl (Anmerkung: Die 12. SS-Panzer-Division stand bis zu diesem Zeitpunkt unter direktem Befehl Adolf Hitlers):
„1. Halten der jetzigen Front, […] Freimachen der 12. SS-P[an]z[er]div[ision] und Ersatz der abgekämpften Inf[anterie]divisionen durch frische;“ […]
„9. Einsatz der gesamten Org[anisation] Todt“ (Bauorganisation für militärische Anlagen) […]
Der Kommandeur der Division SS-Oberführer Kurt Meyer kommentierte hierzu, es sei der Befehl, in Caen zu sterben.
Nachdem die Alliierten einige Zeit brauchten, um sich neu zu ordnen und logistische Anforderungen zu erfüllen, begann die Operation Charnwood am 7. Juli 1944. Die kanadische 1st Canadian Army und britische 2nd Army mit etwa 115.000 Mann saßen bei von deutschen Verbänden gehaltenen Dörfern nördlich von Caen fest, weshalb die RAF zunächst plante, ihren Angriff auf die Dörfer zu fliegen, dies aber dann doch aufgrund der gefährlichen Nähe zu den eigenen Bodentruppen unterließ. Daraufhin wurde das zu bombardierende Gebiet weiter in Richtung Caen verschoben. Rund 450 Lancaster- und Halifax-Bomber der RAF flogen am 7. Juli gegen 22 Uhr bei klarem Wetter zum Zielgebiet und warfen etwa 2300 Tonnen Bomben ab. Das Bombardement schadete den deutschen Verbänden wenig, umso mehr jedoch den nördlichen Vororten der Stadt, die größtenteils zerstört wurden sowie den französischen Zivilisten, von denen etwa 3000 starben. Nachdem es den Deutschen gelungen war, mit einer FlaK ein alliiertes Flugzeug abzuschießen, stürzten später drei weitere über alliiertem Luftraum ab. Zusätzlich zum Bombardement schoss die Schiffsartillerie von den Stränden aus auf die Stadt.
Der Autor Alexander McKee sagte zu dem Bombardement am 7. Juli folgendes: „Die 2500 Tonnen Bomben unterschieden in keiner Weise zwischen Freund und Feind. Sollten die britischen Befehlshaber geglaubt haben, dass sie die Deutschen einzuschüchtern vermochten, indem sie die Franzosen umbrachten, so hatten sie sich schwer getäuscht.“
Der beabsichtigte demoralisierende Effekt war gering, da der Bodenangriff nicht unmittelbar nach dem Bombardement erfolgte, sondern erst am nächsten Morgen, dem 8. Juli, um 4:30 Uhr. Durch die entstandenen Schuttberge wurde zudem der Einsatz von Panzern erschwert. Später, als die Stadt eingenommen worden war, wurde festgestellt, dass sich weder deutsche Geschütze noch Panzer oder Tote im Zielgebiet befanden. Am Ende des 8. Juli hatten sich die alliierten Truppen nur um einen Kilometer vorgekämpft. Nachdem sich die deutschen Truppenverbände am Morgen des 9. Juli größtenteils aus dem Nord- und Westteil sowie dem Zentrum der Stadt zurückgezogen hatten, rückten alliierten Truppen in das nördliche Ende Caens ein, wurden aber beim weiteren Vorrücken von Scharfschützen aufgehalten. Um 18 Uhr des 9. Juli erreichten erste Einheiten den Fluss Orne in Caen. Am Abend des 9. und am 10. Juli rückten die Alliierten dann in das Stadtzentrum ein.
Pioniere wurden damit beauftragt, die Brücken über die Orne zu reparieren und Trümmer aus dem Weg zu räumen. Der Pionier Arthur Wilkes beschrieb den Zustand der Stadt wie folgt: „Berge von Trümmern, [etwa] 20 oder 30 Fuß [≈ 6 oder 9 m] hoch […] die Toten lagen überall.“ Im Kriegstagebuch des 1st Battalion King’s Own Scottish Borderers steht in einem Eintrag zum 9. Juli: In den stehengebliebenen Häuser regte sich langsam das Leben, als die [französischen] Zivilisten realisierten, dass wir die Stadt erobert hatten. Sie kamen rennend mit Gläsern und Weinflaschen [aus ihren Häusern] heraus. Viele Einwohner Caens waren nach dem Ende der Operation tot oder obdachlos. Die Operation Charnwood verfehlte ihr Ziel der Eroberung Caens. Der Norden und Westen der Stadt wurde besetzt, aber der östliche Teil der Stadt bzw. die östlich gelegenen Vororte, in dem sich auch die Stahlwerke von Colombelles (mit hohen Beobachtungsstellungen) befanden, blieben in deutschen Händen. Es dauerte noch etwa neun weitere Tage, bis die südlichen und östlichen Stadtteile sowie die Gegend und die Vororte südlich und östlich der Stadt am 19. Juli von den Briten und Kanadiern erobert wurden. Strategisch gesehen war die Operation jedoch ein Erfolg, denn die Deutschen vermuteten jetzt, dass der alliierte Hauptangriff im britischen Frontabschnitt stattfinden würde, was jedoch nicht der Fall war (siehe Operation Cobra). Schlussendlich verhalf diese Täuschung der deutschen Verteidiger den Alliierten zum Sieg in der Normandie.

### Operation Jupiter (10. bis 11. Juli)

Soldaten der 43. Wessex Division suchen Schutz vor deutschem Mörserbeschuss, 10. Juli

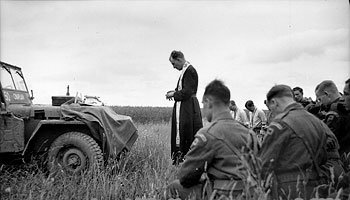
Ein Priester und Soldaten der britischen 11. Panzerdivision beim Gebet vor dem Angriff auf Éterville am 10. Juli

Das britische VIII Corps unter Richard O’Connor versuchte erneut, den Brückenkopf bei Caen auszubauen. Die 43rd (Wessex) Infantry Division unter Generalmajor Ivor Thomas sollte dann am 10. Juli im Verlauf der Operation Jupiter den bereits während der Operation Epsom kurzzeitig gehaltenen „Hügel 112“ von den Deutschen zurückerobern. Das Höhengelände um diesen zwischen den Flüssen Orne und Odon gelegenen Punkt wurde von beiden Seiten als entscheidend angesehen. In der ersten Phase sollten die Alliierten Hügel 112, Fontaine-Étoupefour und Éterville erobern und in der zweiten Verteidigungspositionen auch den Hügel 112 beziehen sowie den Ort Maltot erobern. Später sollten die Verbände östlich in Richtung Orne vorstoßen. Die 43. Division wurde für diese Operation durch mehrere zusätzliche Brigaden verstärkt. Insgesamt standen Generalmajor Thomas 13 Infanteriebataillone und 5 Panzerbataillone zur Verfügung. Des Weiteren wurden mehrere Artillerieverbände von anderen Divisionen für den Angriff bereitgestellt, insgesamt über 300 Rohre. Auf deutscher Seite waren mehrere Teile von verschiedenen Verbänden der Waffen-SS beteiligt. Der Nordosten des Hügels im Bereich Maltot wurde von einigen Verbänden der 1. SS-Panzer-Division „Leibstandarte SS Adolf Hitler“ gedeckt; diese wurden unterstützt von 30 Panzern der 12. SS-Panzer-Division „Hitlerjugend“. Die Sicherung des Hügelkamms sowie der nördlich davon gelegenen Gebiete war Aufgabe der 10. SS-Panzer-Division „Frundsberg“. Teile der 9. SS-Panzer-Division „Hohenstaufen“ agierten im Verlauf der Operation als Reserve.
Um 4:55 Uhr eröffnete die britische Artillerie das Feuer auf deutsche Stellungen. Die britische Infanterie begann zusammen mit unterstützenden Churchill-Panzern ihren Vormarsch in Richtung Hügelkamm. Die deutschen Verbände reagieren ihrerseits mit Artilleriebeschuss unter anderem durch 8,8-cm-Geschütze und Nebelwerfer. Die britischen Truppen machten langsame Fortschritte in Richtung Hügel 112. Währenddessen bereiteten sich südöstlich des Hügelkamms 20 Tiger der schweren SS-Panzer-Abteilung 102 auf einen Gegenangriff vor. Einige Panzer IV sowie Sturmgeschütz III der Division „Frundsberg“ bereiteten sich ebenfalls auf einen Gegenangriff zwischen Hügel 112 und 113 vor. Der Großteil der britischen Panzer wurde bei diesen Gegenangriffen vernichtet. Die britischen Versuche, die südliche Seite des Hügels zu sichern, wurden somit abgewehrt; den deutschen Truppen gelang es aber auch nicht, die Nordseite des Hügels zurückzuerobern. Daraufhin erneuerten die Briten ihren Angriff mit frischen Kräften und Artillerieunterstützung. Die Deutschen reagierten wiederum mit Gegenangriffen. Die Kämpfe um den Hügel wurden nun von beiden Seiten verbissen geführt. Es entstand zum Abend des 10. Juli eine Pattsituation. Verbände beider Seiten waren nur wenige hundert Meter voneinander entfernt und eingegraben.
Neben dem Vormarsch auf den Hügelkamm selbst unternahmen die britischen Verbände gleichzeitig weiter nördlich Angriffe. In den Morgenstunden nahmen sie sowohl das Château de Fontaine-Henry als auch einige Stunden später das weiter westlich gelegene Éterville ein. Gegen 10 Uhr war auch Maltot in britischer Hand. Eine halbe Stunde später berichteten die britischen Truppen in Maltot, dass zwölf ihrer Churchill-Panzer ausgeschaltet worden seien. Einige Tiger-Panzer, unterstützt von Grenadieren der SS-Division „Leibstandarte“, griffen das Dorf an und nahmen es schließlich wieder ein. Am späten Nachmittag wurde ein weiteres britisches Bataillon nach Maltot geschickt. Dieser Vorstoß scheiterte unter hohen Verlusten, der Rest der Angreifer wurde durch einen weiteren deutschen Angriff am späten Abend aufgerieben. Bis zum Einbruch der Nacht waren die britischen Truppen wieder nach Éterville zurückgedrängt.

Der erste Tag der Operation Jupiter endete für die 43. Wessex-Division mit knapp über 1000 Mann Verlusten und 43 verlorenen Panzern. Der Angriff auf den Hügelkamm brachte Geländegewinne, aber deutsche Truppen waren immer noch in dem Gebiet eingegraben. Fontaine-Étoupefour und Éterville etwa drei Kilometer nördlich des Kamms waren in britischer Hand. Maltot östlich des Kamms wurde an deutsche Gegenangriffe wieder verloren. Die Frontlinie in der Nacht zum 11. Juli verlief nun ungefähr von Éterville nach Fontaine-Étoupefour und dann südlich in Richtung Hügel 112. Bereits am Abend des 10. Juli unternahm Oberst Sylvester Stadler der 9. SS-Division Aufklärungsmissionen, um einen größeren Gegenangriff vorzubereiten. Ziel der für den 11. Juli vorgesehenen Gegenstöße war die Rückeroberung von Éterville und Fontaine-Étoupefour durch Kräfte der 1. SS-Division sowie das Zurückdrängen der britischen Kräfte vom Hügelkamm durch Teile der 9. und 10. SS-Division.
Während der Nacht gab es ständig kleinere Gefechte zwischen deutschen und britischen Truppen. Zwei deutsche Bataillone griffen während der Nacht erneut in Richtung Éterville an. Der Ort war nun hart umkämpft und wechselte mehrmals den Besitzer. In den frühen Morgenstunden bezogen schottische Verbände dort Stellung. Gegen Mittag des 11. Juli nahmen Soldaten der Leibstandarte mit Sturmgeschütz-Unterstützung Éterville ein, gegen 14 Uhr verloren sie es wieder. Bis zum Ende des Tages wurde der Ortsrand wieder von deutschen Truppen eingenommen. Die Frontlinie der Leibstandarte war bis zum Abend wiederhergestellt und verlief von Maltot nördlich nach Louvigny nahe Caen. Die Nacht zum 11. Juli war am Hügel 112 durch Artilleriebeschuss beider Seiten gezeichnet. Das britische Bataillon auf dem Gipfel des Hügels wurde in der Nacht durch 15 Sherman-Panzer verstärkt. Gegen 6 Uhr morgens griffen deutsche Grenadiere, unterstützt von einigen Tigern, den Hügel von Süden her an.
Die Verteidiger sahen sich gezwungen, sich nördlich in Richtung Odontal zurückzuziehen. Der Gipfel des Hügels 112 blieb aber vorerst Niemandsland. Die britischen Truppen wurden reorganisiert und unternahmen einen erneuten Versuch, den Hügel einzunehmen, wurden jedoch durch einen weiteren deutschen Gegenangriff zurückgeworfen. Operation Jupiter war hiermit beendet. Operation Jupiter endete mit sehr geringen Raumgewinnen. Die Verluste der Angreifer werden auf etwas über 2000 Mann geschätzt. Am ersten Tag der Operation wurden 43 Panzer als verloren gemeldet. Die Panzerverluste für den zweiten Tag sind ungewiss. Neben den geringen Raumgewinnen lässt sich der Operation der Fakt positiv anrechnen, dass sie deutsche Kräfte band. Die 9. SS-Division zum Beispiel war im Begriff gewesen, sich aus der Front herauszulösen, um eine operative Reserve zu bilden. Dies wurde durch die britischen Angriffe verzögert. Da es der Wehrmacht im Gegensatz zu den Alliierten an gepanzerten Kräften mangelte, kann dies als strategischer Vorteil betrachtet werden. Operativ war Jupiter ein aufwändiger Fehlschlag.

### Operation Goodwood (18. bis 20. Juli)

#### Vorbereitung

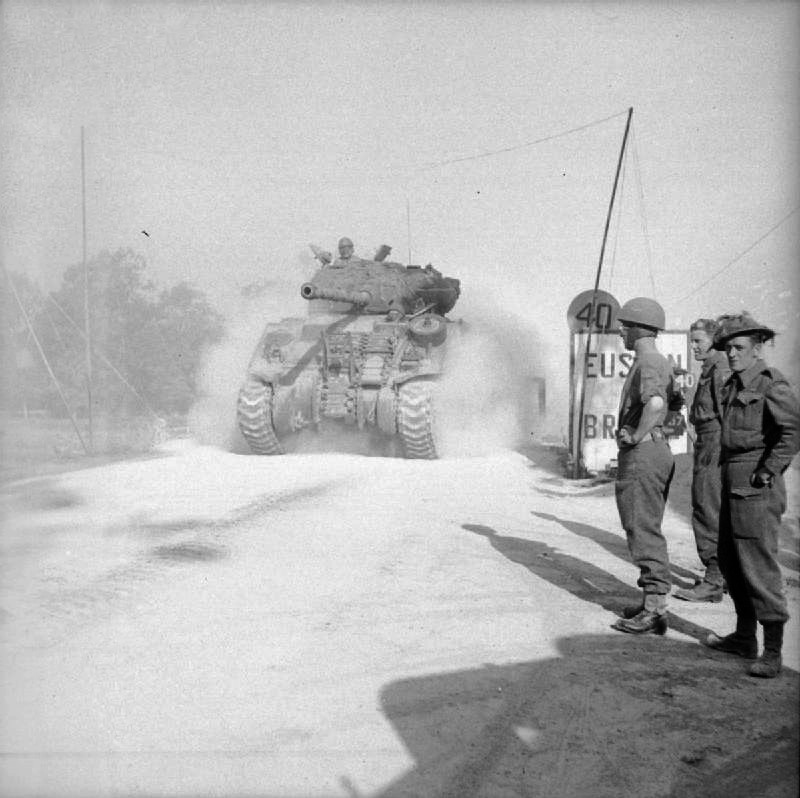
Ein Sherman fährt am ersten Tag der Operation Goodwood über die „Euston Bridge“, eine der wenigen Brücken über die Orne

Bei einem Treffen mit Feldmarschall Montgomery am 10. Juli 1944 schlug der Kommandeur der 2nd Army, General Miles Dempsey, den Plan zur Operation Goodwood vor. Am selben Tag genehmigte Montgomery auch die Operation Cobra. Bis Mitte Juli 1944 hatten die Briten 2250 mittelschwere und 400 leichte Panzer in drei Panzerdivisionen und zahlreichen unabhängigen Panzerbrigaden in die Normandie gebracht. Da die 2nd Army es sich leisten konnte, Panzer zu verlieren, jedoch keine Soldaten, wurde ein Plan erstellt, der vorsah, die deutschen Positionen östlich von Caen mit mehreren Panzerdivisionen zu durchbrechen und in das südliche Hinterland Caens vorzustoßen. Das kanadische II Canadian Corps sollte gleichzeitig den noch von den Deutschen gehaltenen Teil Caens einnehmen. Dieser Teil der Operation wurde mit dem Codenamen Operation Atlantic bezeichnet. Die Operation Goodwood sollte am 18. Juli anlaufen, zwei Tage vor dem planmäßigen Beginn der amerikanischen Operation Cobra. Die Operation Cobra begann jedoch erst am 25. Juli.

Obwohl erwartet wurde, dass es eine verlustreiche Operation werden würde, glaubte Dempsey, dass die Briten gute Chancen für einen Durchbruch hätten. Als Hauptstreitkraft sollten die Panzerdivisionen des britischen VIII Corps unter General O’Connor eingesetzt werden. Etwa 700 Geschütze sollten vorher mit rund 250.000 Schuss den Angriff erleichtern. Des Weiteren waren Bomberverbände der RAF für drei Ziele – Colombelles-Mondeville, Toufreville-Emiéville und Cagny – vorgesehen. Das Ziel war, Bras, Hubert-Folie, Verrières, Fontenay, Garcelles-Secqueville, Cagny und Vimont zu erobern. Ein weiteres Ziel war, die Deutschen von dem Bourgebus-Bergrücken zurückzudrängen. Kanadische Verbände sollten die Ostflanke und britische Infanterie die Westflanke sichern. Währenddessen wurde der Oberbefehlshaber der deutschen Heeresgruppe B, Erwin Rommel, am 17. Juli von alliierten Tieffliegern verwundet und zur Genesung nach Deutschland gebracht. Er wurde daraufhin am 19. Juli durch Generalfeldmarschall Günther von Kluge ersetzt.

#### Ausführung

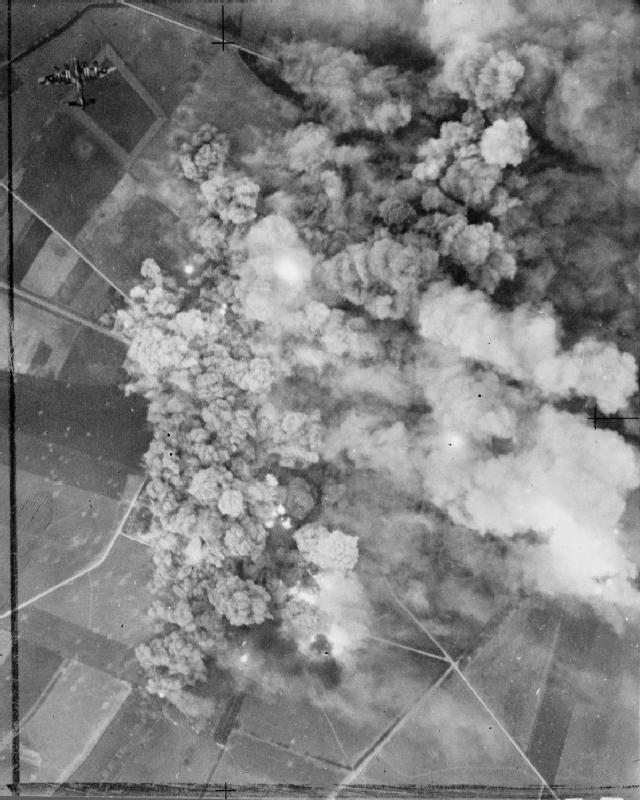
Aufnahme des Luftangriffs

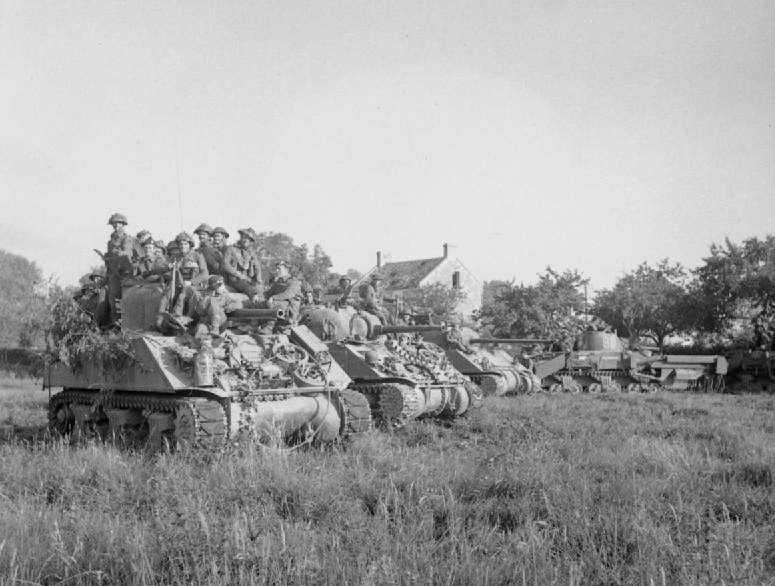
Sherman-Panzer rücken mit aufsitzender Infanterie vor, 18. Juli

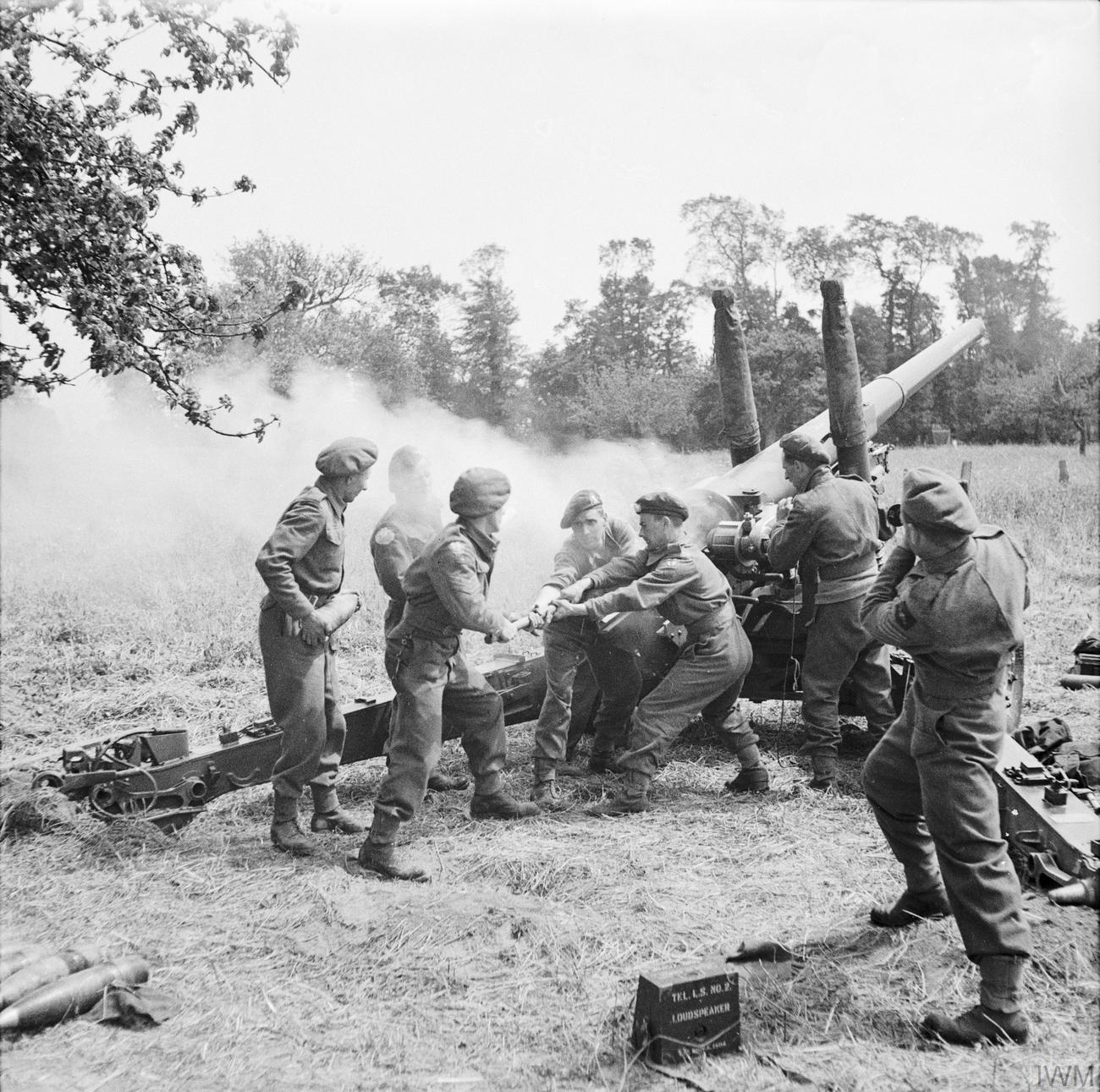
Artilleriefeuer während des Angriffes

Am 18. Juli 1944 wurde ein 942 Flugzeuge umfassender Verband der Alliierten, bestehend aus Bombern und Jägern, damit beauftragt, fünf Dörfer im Bereich östlich von Caen anzugreifen, um die Operation Goodwood zu erleichtern. Die Angriffe fanden in der Dämmerung am Morgen des Tages und bei guten Wetterverhältnissen statt. Vier der Ziele waren durch Pfadfinderflugzeuge ausreichend markiert, bei dem fünften Ziel mussten die Bombermannschaften auf anderem Weg das Ziel finden. Unterstützt von amerikanischen Bombern und Jägern warfen die britischen Flugzeuge rund 6800 Tonnen Bomben über den Dörfern und dem umliegenden Gebiet ab. Zwei deutsche Einheiten, die 16. Luftwaffen-Felddivision der Luftwaffe und die 21. Panzer-Division, traf das Bombardement im Vergleich zu den restlichen deutschen Einheiten sehr hart. Insgesamt wurden sechs alliierte Flugzeuge von deutschen Flugabwehrgeschützen sowie anderen Bodentruppen abgeschossen.
Ein walisischer Soldat beschrieb die Luftoperation:

„Der gesamte nördliche Himmel war, so weit das Auge sehen konnte, von ihnen [den Bombern] gefüllt – Welle über Welle, eine über der Anderen, die sich nach Osten und Westen ausdehnten, so dass man dachte es ginge nicht mehr weiter. Jeder hatte jetzt sein Fahrzeug verlassen und starrte verwundert [in den Himmel] bis die letzte Welle von Bombern ihre Bomben abgeworfen hatte und den Rückflug antrat. Danach begannen die Geschütze mit einem immer lauter werdenden Geschützfeuer das Werk der Bomber zu vollenden.“

Die drei alliierten Panzerdivisionen mussten Wasserhindernisse und ein Minenfeld überwinden, um in ihre Startposition zu gelangen. Der Fluss Orne und der Caen-Kanal verliefen hinter der britischen Front und stellten somit Hindernisse für das Vorankommen dar. Sechs kleine Brücken waren vorhanden, um die 8000 Fahrzeuge einschließlich der Panzer, der Artillerie, der motorisierte Infanterie, der Pioniere und der Nachschubfahrzeuge über die Flüsse zu bringen. Es lag auf der Hand, dass ein Verkehrschaos folgen würde. Dempseys vorgeschlagene Lösung war verhängnisvoll – er beauftragte seinen Korpskommandanten O’Connor, die Panzer vorfahren zu lassen und alles andere, einschließlich der Infanterie, der Pioniere und der Artillerie, auf der anderen Seite zurückzulassen, bis alle Panzer den Fluss überquert hatten. Nachdem die Brücken überquert waren, musste ein britisches Minenfeld, das nur Tage vorher durch die 51st (Highland) Division gelegt worden war, überwunden werden. Das Minenfeld bestand aus einer Mischung aus Panzer- und Antipersonenminen. Dieses Hindernis hätte durch massive Pionierunterstützung vor der Schlacht geräumt werden können. Da die Deutschen jedoch das Minenfeld vom Stahlwerk im deutsch besetzten Caener Vorort Colombelles aus beobachten konnten, hätte sie eine groß angelegte Minensäuberung auf den bevorstehenden Angriff aufmerksam gemacht.

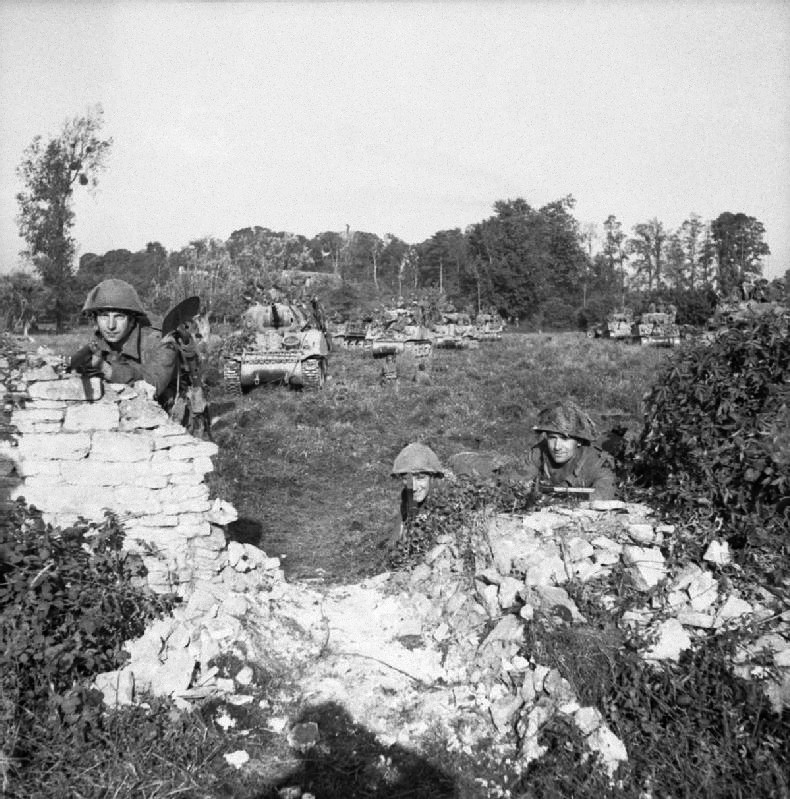
Britische Infanterieeinheiten haben sich hinter einer Deckung verschanzt, 18. Juli

Ein Fehler der Alliierten war, dass sie den Überraschungseffekt vergaben. Die vielen Panzer wurden durch die engen Brücken und das Minenfeld verlangsamt. Durch das Entschlüsseln von alliierten Nachrichten waren die Deutschen seit dem 15. Juli außerdem gut über die Zeit und den Ort des Angriffs informiert und verstärkten daraufhin ihre Verteidigung. Außerdem war die Feuerunterstützung schlecht. Die Artillerieeinheiten blieben westlich der Orne, so dass die deutschen Hauptverteidigungsstellungen beim Bourgebus-Bergrücken nicht in ihrem Schussbereich lagen. Auch die Koordination zwischen der Feldartillerie und den Panzern war unzureichend. Hinzu kam, dass das Gelände schlecht gewählt worden war. Im Gebiet befanden sich viele kleine Dörfer, in denen jeweils eine kleine deutsche Garnison stationiert war und die außerdem durch Tunnel verbunden waren. Im Angriffsbereich lagen außerdem viele Beobachtungsposten, welche die alliierten Fortschritte überwachen konnten. Der Bergrücken war zudem mit zahlreichen deutschen Widerstandsnestern, denen schwere Waffen wie Maschinengewehre zur Verfügung standen, bestückt, die freies Schussfeld hatten.

Die deutsche Artillerie auf dem Bourgebus-Bergrücken bei Cagny und bei Emieville wurde weder durch Luft- noch durch Artillerieunterstützung geschwächt. Von diesen Orten hatten die Deutschen ein freies Schussfeld auf die alliierten Verbände. Die Deutschen hatten vor dem Bergrücken die 16. Luftwaffen-Felddivision sowie die 346. Infanterie-Division positioniert. Dahinter befanden sich am abfallenden Hang in massiven Steinhäusern Panzerabwehrgeschütze der 21. Panzer-Division, deren Schussfelder sich überschnitten und die von Infanterie unterstützt wurden. Auf dem Bergrücken waren 78 8,8-cm-FlaK postiert, die einen Sherman mit einem Schuss zerstören konnten. Auf dem Hinterhang lagen drei Kampfgruppen, bestehend aus jeweils 40 Panzern und einem Panzergrenadierregiment und weiter hinten standen Artilleriereserven bereit. Die Pioniere der 51st (Highland) Division säuberten zwei Nächte vor dem Angriff das Minenfeld, so dass 17 Korridore von der Breite eines Panzers entmint waren.
Ein weiterer Grund für den alliierten Misserfolg war die Überforderung der britischen 11th Armored Division: Obgleich sie die Einheit war, die den Angriff anführte, hatte die Division auch die Aufgabe, die Dörfer an der Frontlinie zu säubern, nämlich Cuverville und Démouville. Diese sollten dann durch die nachfolgenden Einheiten gesichert werden. Die Panzerverbände der Division griffen schließlich den Bergrücken an, während die Infanteriebataillone die Dörfer säuberten. Dieses verlangsamte das Vorgehen und verhinderte eine sinnvolle Zusammenarbeit. Der Großteil der alliierten Verbände errang nur langsam Geländegewinne. Die 29th Armored Brigade der 11th Armored Division – der aktivste Verband der Alliierten an diesem Tag – hatte am Mittag jedoch schon fast elf Kilometer erobert.

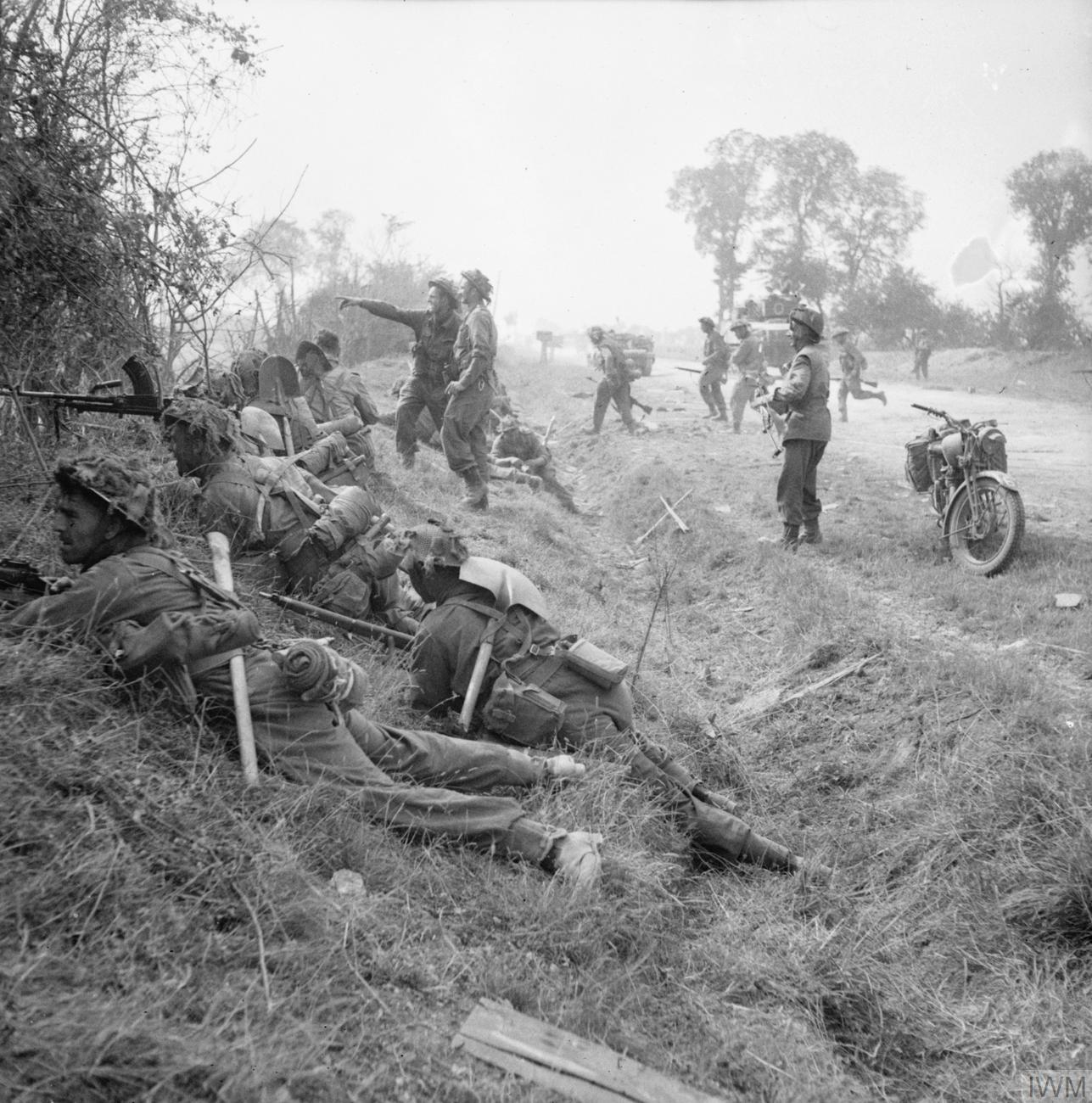
Walisische Soldaten nahe Cagny, 19. Juli 1944

Als die Bahnstrecke Caen-Vimont am 18. Juli gegen 9:30 Uhr vormittags erreicht worden war, hatten sich die Deutschen von der Bombardierung erholt. Zwölf alliierte Panzer wurden zerstört, als eine 8,8-cm-FlaK mehrfach auf sie feuerte. Die Alliierten rückten langsam vor und überschritten die Bahnlinie, um sich dem Bourgebus-Bergrücken zu nähern, wo sie auf Verbände der 21. Panzer-Division, der 1. SS-Panzer-Division und zahlreiche Geschütze trafen. Für die meiste Zeit des Tages griff nur die 29th Armored Brigade ohne Artillerieunterstützung die deutschen Stellungen an. Die Infanteriebrigade war damit beschäftigt, zwei Dörfer hinter der Panzerbrigade zu säubern. Die restlichen zwei Panzerdivisionen waren noch dabei, die Brücken oder das Minenfeld zu passieren. Bei Dämmerung kämpfte zusätzlich nur ein Panzerbataillon der britischen 7. Panzerdivision (Major General George Erskine), während die meisten der restlichen Panzerverbände am 18. Juli bis 22:00 Uhr an der Orne verharren mussten. Einzelne Panzerbataillone kämpften ohne Unterstützung und nacheinander, anstatt zusammen zu kämpfen. Der größte Teil des Geländegewinns wurde am Morgen des 18. Juli erzielt. Bis zum 19. Juli war auch die Stadt Caen größtenteils unter alliierter Kontrolle. Die Deutschen begannen am Nachmittag des 18. Juli einen Gegenangriff, der bis zum 20. Juli andauerte. Montgomery brach am 20. Juli die Operation ab, da bereits 6000 Soldaten ausgefallen und rund 400 Panzer verloren worden waren.

#### Auswirkungen

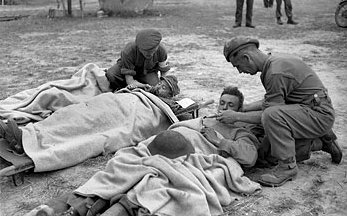
Sanitäter am 18. Juli 1944 beim Verarzten Verwundeter während der Operation Goodwood

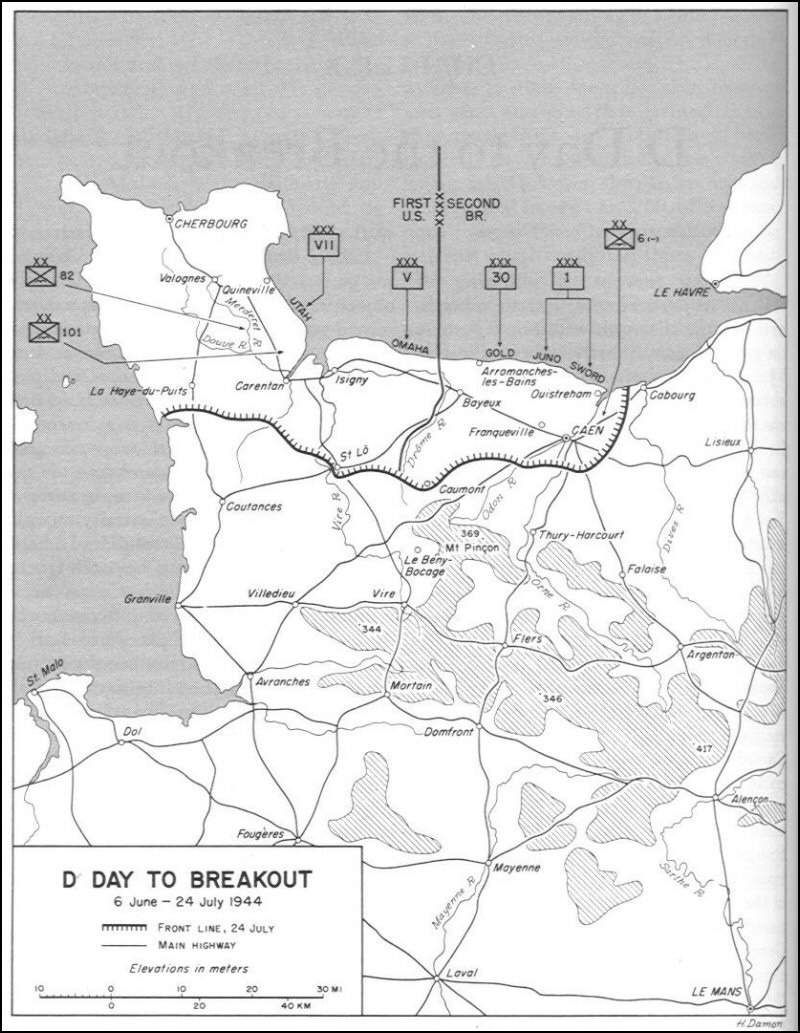
Alliierter Brückenkopf in der Normandie, 6. Juni – 24. Juli 1944

Die Operation ging zum Nachteil der Alliierten aus. Sie verloren schätzungsweise 400 Panzer und etwa 5500 britische und kanadische Soldaten. Die Deutschen hielten ihre wichtigsten Stellungen mit einem Verlust von 109 Panzern, was für sie, im Gegensatz zu den Alliierten, hoch war, da sie die Verluste schwer ersetzen konnten. Taktisch gesehen war die Operation eine Niederlage für die Alliierten, strategisch gesehen jedoch erreichte die Operation, dass die Deutschen den alliierten Hauptangriff jetzt noch stärker im britischen Sektor vermuteten. Durch diese Täuschung hatten es die Amerikaner bei der Operation Cobra leichter, erfolgreich zu sein. Die Deutschen konzentrierten sich im britischen Sektor und rechneten zudem aufgrund der Operation Fortitude mit einer zweiten, noch größeren Invasion an der Straße von Calais.

### Operation Spring (25. bis 27. Juli)
Auf einer Konferenz am 22. Juli 1944 wurde die Operation Spring beschlossen, die am 25. Juli, unter Befehl des kanadischen Generals Guy Simonds, beginnen sollte. Das Ziel der Operation war unter anderem die Eroberung des Hochplateaus bei Cramesnil und La Bruyers, etwa fünf Kilometer südlich von Bourguébus, durch das II. kanadische Korps. Die Operation sollte simultan zur amerikanischen Offensive weiter westlich ausgeführt werden.

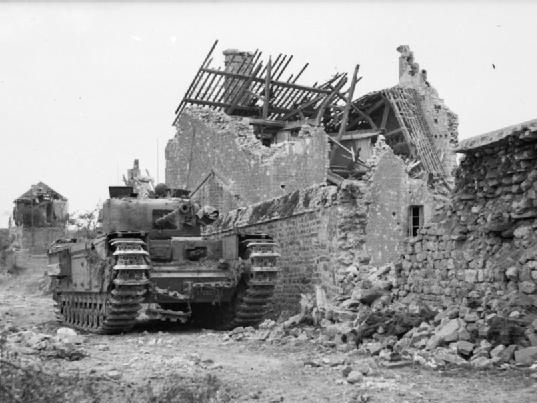
Ein Churchill-Panzer in Maltot, 26. Juli 1944

Zwei kanadische Infanteriedivisionen sollten angreifen, woraufhin nachrückende Panzerdivisionen durch die von der Infanterie geschaffene Lücke durchbrechen und weiter vorrücken sollten, um entfernter gelegene Ziele zu erobern. Die kanadische 2nd Canadian Division unter Generalmajor Foulkes sollte rechts, die kanadische 3rd Canadian Division unter General Keller links vorrücken. Die Operation sollte aus drei miteinander verbundenen Teilen bestehen. Zuerst sollte die Linie May-sur-Orne–Verrières–Tilly-la-Campagne, danach die Linie Fontenay-le-Marmion–Rocquancourt und das Hochplateau erobert werden. Wenn der Durchbruch durch die deutschen Linien gelungen sein würde, sollten gepanzerte Kräfte an der Straße Caen–Falaise weiter vorrücken.

Da die deutschen Kommandeure weitere größere Angriffe im britischen Sektor vermuteten, wurden zusätzliche Truppen in das Caen-Falaise-Gebiet gebracht. Am 25. Juni war das Heranführen der Kräfte laut OKW-Bericht im Wesentlichen abgeschlossen. Daher verfügten die Deutschen über fünf Panzerdivisionen und diverse Infanterieverbände, die in der Gegend stationiert waren. Diese große Konzentration an Formationen mit hohem Kampfwert machte einen alliierten Durchbruch an dieser Stelle sehr unwahrscheinlich. Am Abend vor dem Angriff flogen 60 mittlere Bomber einen vorbereitenden Angriff auf deutsche Stellungen, welcher durch deutsches Flakfeuer stark behindert wurde. Der kanadische Angriff begann um 3:30 Uhr am Morgen des 25. Juli mit dem Vorstoß der North Nova Scotia Highlanders der kanadischen 3rd Canadian Division. Der Angriff sollte durch künstliches Mondlicht unterstützt werden: Scheinwerfer strahlten die Wolkendecke an, um mit dem reflektierenden Licht die Positionen der Verteidiger zu illuminieren. Da die angreifende Infanterie aber gleichzeitig auch besser zu sehen war, ist der Nutzen dieser Aktion fragwürdig.

Die Operation erreichte nicht die vorher festgelegten Ziele, es gelang aber, Verrières zu erobern und zu halten, das eine gute taktische Position war. Der Ort an einem hochgelegenen Punkt ermöglichte es, ein großes Gebiet zu überblicken. Auch wurde Tilly-la-Campagne erobert. Die Operation war eine der verlustreichsten der Kanadier im Zweiten Weltkrieg; sie verloren rund 1500 Mann. Zeitgleich mit den Vorstößen der anderen Alliierten unternahmen die US-Truppen am 25. Juli einen Ausbruchsversuch aus ihrem Brückenkopf bei Saint-Lô, der in den Folgetagen im Westen zur Abschnürung der Cotentin-Halbinsel bis nach Avranches vordrang. Mit der Operation Cobra durchbrachen die US-Einheiten im Westen der Normandie nach anfänglicher Verzögerung schnell die deutsche Front und schwenkten dann nach Osten ein, was schließlich mit Hilfe der nördlich kämpfenden Briten und Kanadier zum Kessel von Falaise führte. Der nicht vorhergesehene große Erfolg der Operation führte am 4. August zu einer Planänderung durch Montgomery, der einen weiteren Vorstoß nach Westen zu den Atlantikhäfen zugunsten eines schnellen Vordringens nach Osten abbrach. Operation Cobra kennzeichnet deutlich den Übergang vom Stellungs- zum Bewegungskrieg und war der Beginn des schnellen Vorstoßes der Alliierten durch Nordfrankreich nach Osten.

### Operation Bluecoat (30. Juli bis 7. August)

Alliierte Soldaten auf dem Weg nach Caumont, 30. Juli

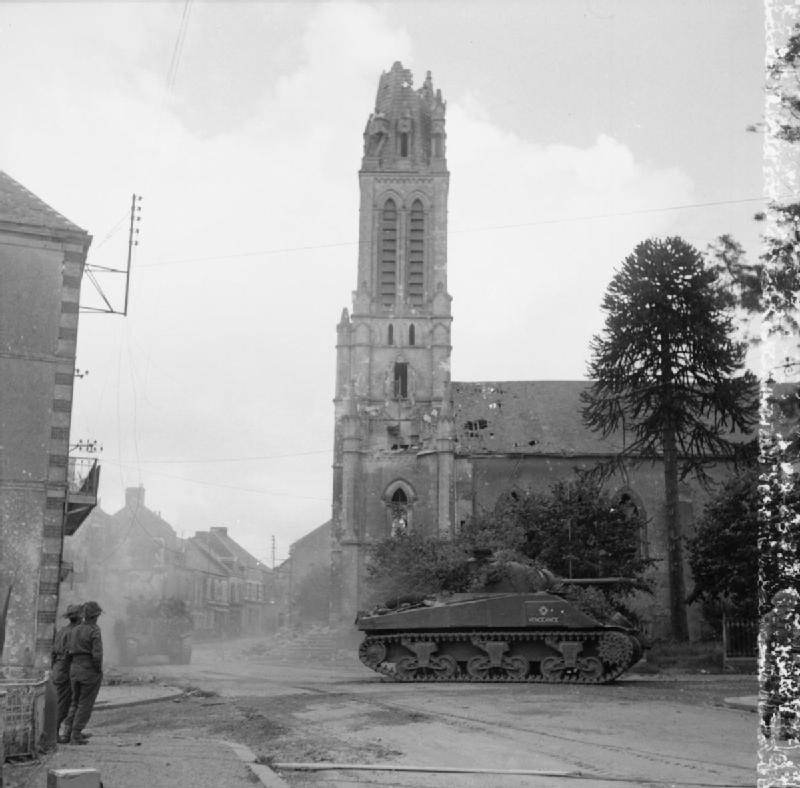
Sherman-Panzer rücken am 30. Juli 1944 in Caumont ein

Montgomery wies den Oberbefehlshaber der britischen 2nd Army Dempsey an, im Verlauf der Operation Bluecoat mit kanadischer Unterstützung die deutschen Truppen südlich bzw. südwestlich von Caen zu vertreiben, um sie vom amerikanischen Sektor fernzuhalten. Der Grund war eine deutsche Aktion, die zum Ziel hatte, Nachschub und Unterstützung zu ihren Truppen vor dem amerikanischen Sektor zu schaffen. Die Operation begann am 29. Juli 1944 südlich von Caumont. Trotz des vorausgegangenen Artilleriefeuers gelang es den Briten und Kanadiern nicht, einen Durchbruch zu erzielen, da die Deutschen ihre Minenfelder gut platziert hatten und auch ansonsten starken Widerstand leisteten. Das Gelände war wegen vieler Hecken und anderer Deckungen gut zur Verteidigung geeignet, was den Alliierten den Vormarsch zusätzlich erschwerte.

Erst als Teile der britischen 11th Armored Division eine Lücke in den deutschen Verteidigungslinien fanden, konnten die alliierten Verbände durchbrechen und auf die für die deutsche Verteidigung wichtige Stadt Vire vorrücken. Sie hatten bald die Stadt vollkommen in ihrer Hand, die wegen des alliierten Bombardements und deutscher Sprengungen bis auf die Grundmauern abgebrannt war. Außerdem eroberten die Briten den Mont Pinçon und trieben so einen sechs Meilen breiten Keil zwischen die deutsche 7. Armee und die 5. Panzerarmee. Trotz einiger Niederlagen und Fehlschläge erreichte die am 7. August beendete Operation Bluecoat ihr Hauptziel, nämlich die deutschen Truppen vom US-Sektor fernzuhalten. Die deutschen Truppen waren außerdem weiter ins Landesinnere zurückgeworfen worden.

### Deutscher Gegenangriff – Unternehmen Lüttich (6.bis 8. August)
Die Deutschen begannen am späten Abend des 6. August 1944 mit der von Generalfeldmarschall Günther von Kluge geleiteten 7. Armee einen Gegenangriff – das Unternehmen Lüttich –, um die Alliierten wieder zurückzuwerfen. Der deutsche Plan sah vor, mit der 7. Armee die Linie der Alliierten im südlichen Bereich der Cotentin-Halbinsel zu durchbrechen und die amerikanischen Einheiten abzuschneiden und aufzureiben. Die Anweisung Hitlers dazu erreichte den Oberbefehlshaber West Kluge am 2. August. Nach anfänglichen Erfolgen gegen die amerikanischen Einheiten, vor allem der 6th US-Armored Division, kam der Angriff durch starke alliierte Luftangriffe aber zum Stehen. Vermehrter alliierter Widerstand zwang von Kluge, gegen Mitternacht des 8. August den Angriff vorerst auszusetzen.

### Operation Totalize (7. bis 10. August)

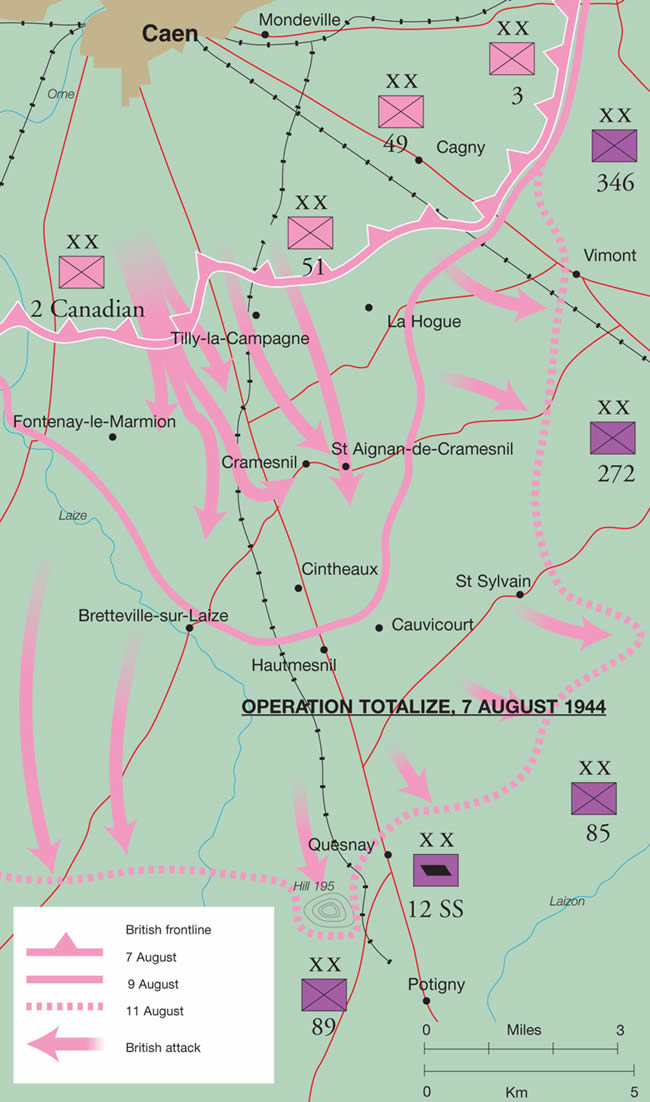
Karte der Operation Totalize

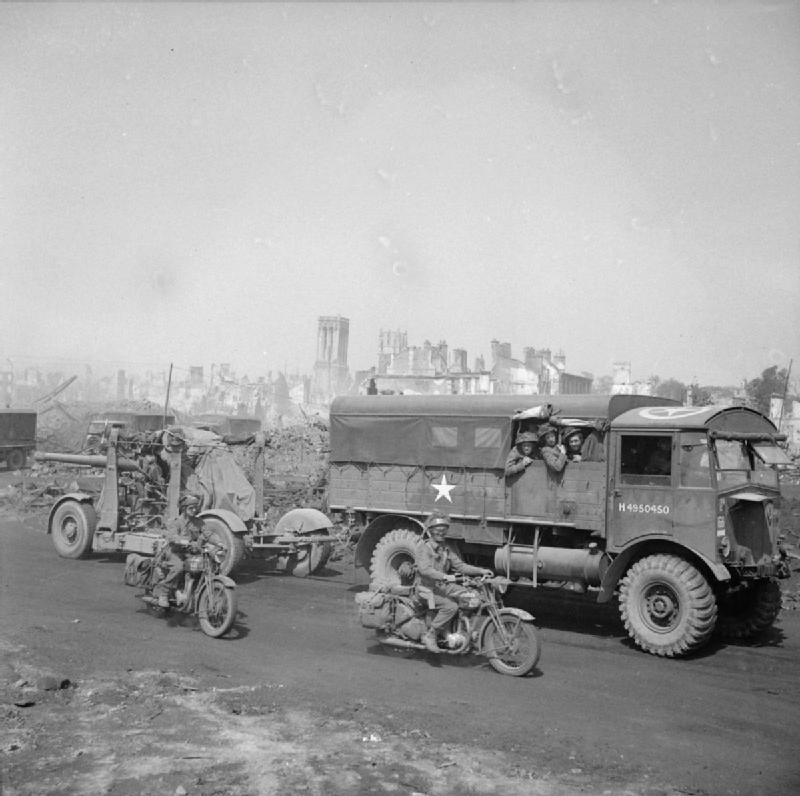
Alliierter Nachschub auf dem Weg zur Front im zerstörten Caen, 7. August

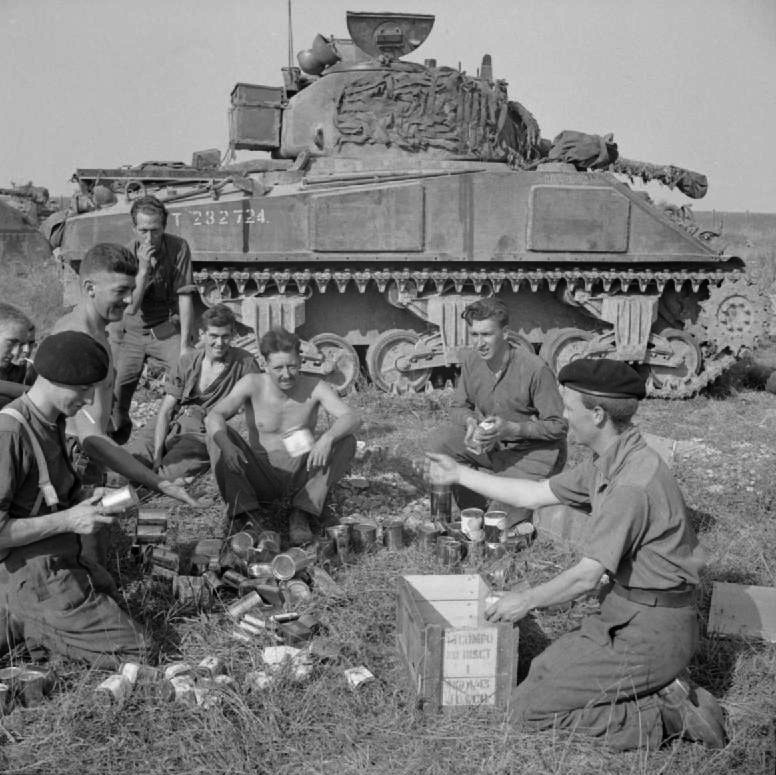
Besatzung eines Sherman verzehrt Rationen vor dem Beginn der Operation Totalise, 7. August

Die Operation Totalize wurde am 7. August 1944 durch britische, kanadische und polnische Verbände ausgeführt. Ziel war der Ausbruch aus dem Normandie-Brückenkopf entlang der Straße Caen–Falaise. Wegen des Abzugs der Panzerverbände für das Unternehmen Lüttich hatten die Deutschen mehrere Infanterieverbände die Front bei Caen übernehmen lassen. Auf der 12. SS-Panzer-Division Hitlerjugend lag nun die Hauptlast der Verteidigung gegen den weiteren alliierten Vormarsch. Feldmarschall Montgomery setzte das kanadische II Canadian Corps, die 51st (Highland) Division und die polnische 1 Dywizja Pancerna (1. Polnische Panzer-Division) zur Unterstützung ein, um Richtung Falaise vorzurücken.

Der Plan sah einen Nachtangriff ohne vorangehendes Artilleriefeuer vor. Bombergeschwader sollten zuerst die Flanken angreifen. Zum Zeitpunkt, in dem die alliierten Verbände die Startlinie überschritten, sollte die Artillerie feuern. Danach sollten in der Nacht vom 7. auf den 8. August zwei alliierte Infanteriedivisionen angreifen. Kurz nach dem Mittag des 8. August sollten dann schwere Bomber der USAAF die deutschen Verteidigungsstellungen angreifen, woraufhin im Verlauf der zweiten Phase zwei Panzerdivisionen durchbrechen sollten.

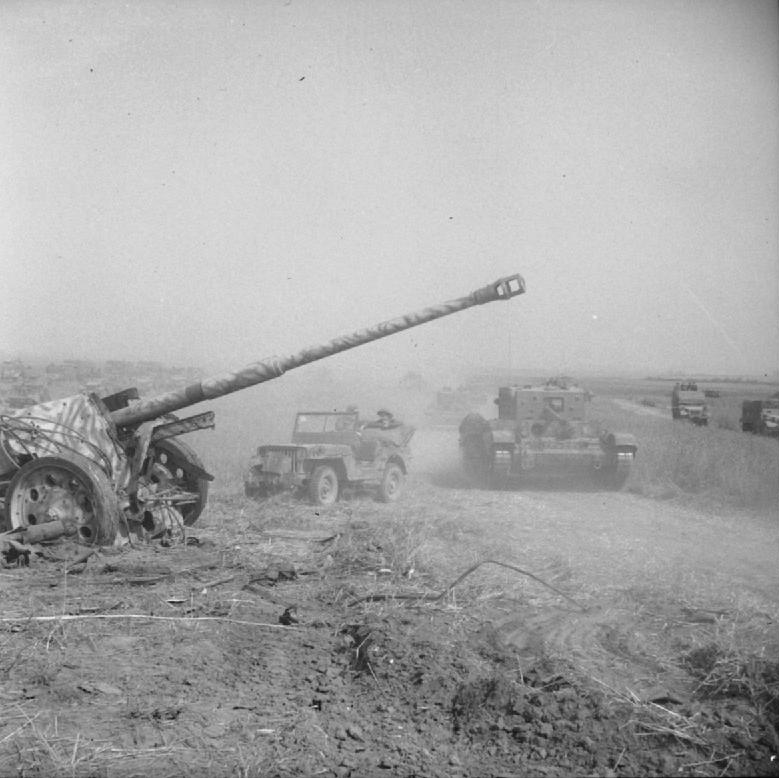
Ein alliierter Jeep und ein Cromwell-Panzer passieren am 8. August während der Operation Totalize eine deutsche 8,8-cm-Panzerabwehrkanone

1019 alliierte Flugzeuge bombardierten in der Nacht vom 7. auf den 8. August fünf starke deutsche Verteidigungsstellungen, die sich im Weg der alliierten Verbände befanden. Die Bombergeschwader trafen weitgehend zielgenau die deutschen Stellungen und die Straßen um sie herum. Allerdings warfen rund 200 britische Bomber infolge von Signalfehlern versehentlich ihre Bombenlast auch auf Teile der 1. Polnische Panzer-Division nördlich von Caen. Die Division verlor durch den fehlgeleiteten Angriff 55 Fahrzeuge und hat 497 Tote und Verwundete zu beklagen. Zehn Bomber, allesamt Avro Lancaster kamen zu Schaden, sieben von deutschen Jägern, zwei von FlaK, sowie einer aus einem unbekannten Grund.

Ian Hamington, Befehlshaber einer Kompanie Minenräumpanzer, berichtete, dass die Panzerbesatzungen beim Vorrücken in der Nacht so gut wie kein Sichtfeld hatten und teilweise noch nicht einmal die Rücklichter der vorderen Panzer sehen konnten, weil es so dunkel war und da so viel Rauch und Staub die Sicht erschwerte. Seinen Angaben zufolge kam noch eine Verwirrung durch den alliierten Funkverkehr hinzu. Trotz dieser Schwierigkeiten verlief die erste Phase gut für die Alliierten und wurde schnell durchgeführt. Die zweite verlief jedoch weniger gut, denn die Alliierten konnten nur Geländegewinne von zwei Kilometern verzeichnen. Bei der Operation Totalize wurde auf taktische Neuerungen bzw. Veränderungen zurückgegriffen. Nachtangriffe waren immer schwerer als Angriffe am Tag, hatten aber den Vorteil der Überraschung. General Guy Simonds erreichte, dass für die Operation M7 Priest Kangaroo-Panzer, die für besondere Zwecke, beispielsweise als Sanitätspanzer, umgebaut worden waren, erfolgreich eingesetzt wurden.

Die Alliierten konnten zwar Falaise nicht erreichen, rückten aber 13 Kilometer vor und fügten den Deutschen schwere Verluste zu – 560 Tote und 1600 Verwundete. Am 9. August fiel auch der deutsche Panzerkommandant Michael Wittmann. Die Operation verlief zwar nicht erfolgreich, aber die Gesamtsituation in der Normandie hatte sich verändert. Die amerikanischen Streitkräfte waren nur 40 Kilometer von Simonds’ Brückenkopf entfernt. Wenn sich die beiden Verbände im Raum Falaise–Argentan zusammenschließen könnten, würden sie die deutsche 7. Armee einschließen. Simonds startete daraufhin die Operation Tractable, um näher an Falaise heranzukommen.

### Operation Tractable (14. bis 15. August)

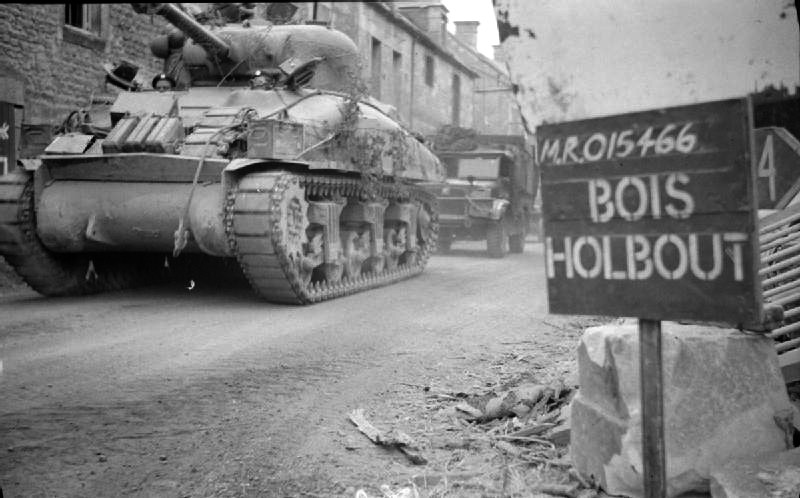
Ein britischer Sherman auf dem Weg nach Falaise bei der Durchfahrt durch Bois Holbout, 15. August

Der Plan der Operation Tractable war derselbe wie bei der Operation Totalise. Er sah wieder schweres Bombardement und einen in zwei Phasen gegliederten Angriff vor. Die Operation begann am 14. August.

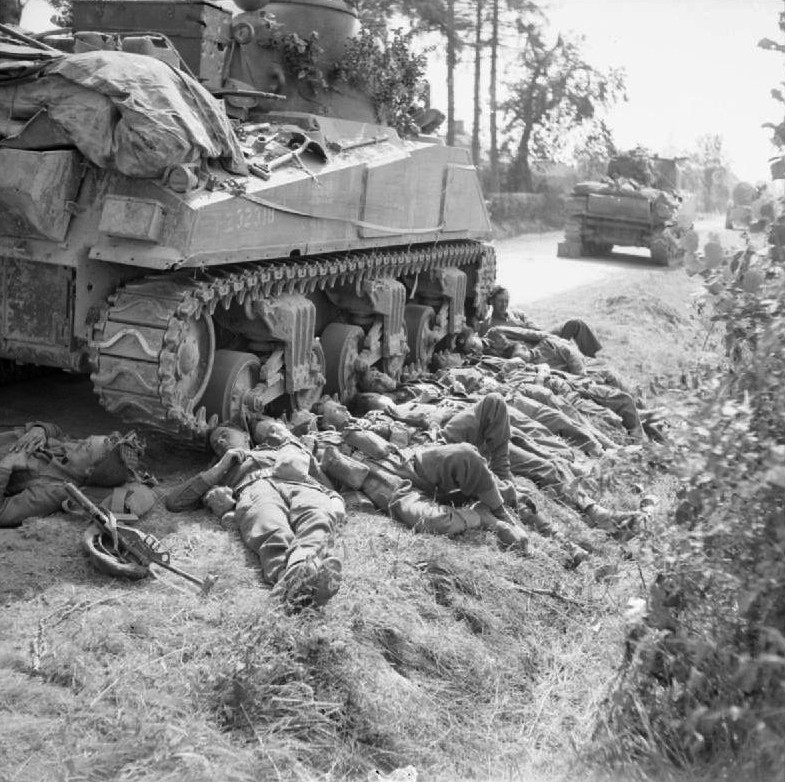
Soldaten der King’s Shropshire Light Infantry machen an einem Panzer des 3. Royal Tank Regiments eine Pause, 15. August

805 Flugzeuge griffen sieben deutsche Truppenpositionen an, um den Vorstoß der kanadischen 3rd Canadian Division auf Falaise am 14. August zu unterstützen, wobei zwei alliierte Flugzeuge zerstört wurden. Es wurde ein detaillierter Plan ausgearbeitet, der den Einsatz von Leuchtmarkierungen beinhaltete. Der Großteil des Bombardements war genau und effektiv, einige Flugzeuge bombardierten aber auch Gelände, in dem sich Teile des kanadischen 12th Field Artillery Regiment aufhielten. Etwa 70 Bomber nahmen 70 Minuten lang das falsche Gebiet unter Feuer. Die Kanadier erlitten dadurch aber nur geringe Verluste: 13 Soldaten wurden getötet, 53 verwundet und viele Fahrzeuge und Geschütze zerstört. Dieser Vorfall war nicht der erste während der Schlacht in der Normandie, bei dem alliierte Flugzeugverbände eigene Truppen angriffen.
Einen Tag später wurde das kanadische Artillerieregiment erneut durch die Maschinengewehre von Spitfires der Royal Air Force und Mustangs der USAAF angegriffen. Am ersten Tag rückten die Alliierten 8 km vor, wobei sie den Fluss Laison überqueren mussten, der sich als ein schwerer zu überwindendes Hindernis für die Panzer erwies, als die Alliierten vorausberechnet hatten. Am Ende des zweiten Tages, dem 15. August 1944, war jedoch noch ein Großteil des Zielgebietes in deutscher Hand.

### Kessel von Falaise (16.bis 20. August)

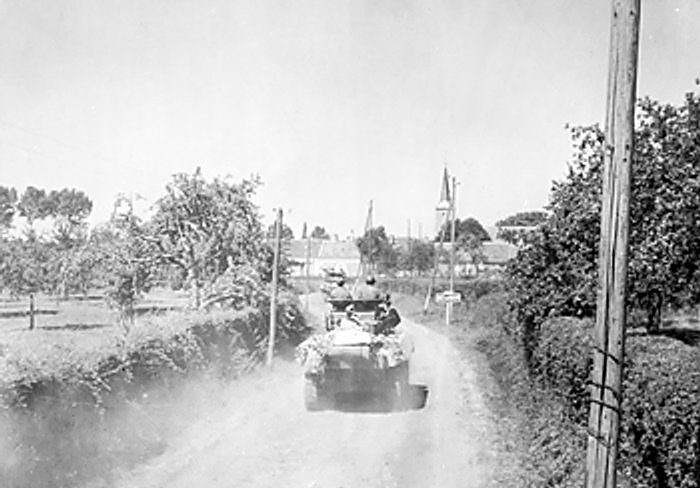
Amerikanische Panzer fahren durch den Ort Ballon auf der Jagd nach den sich zurückziehenden Deutschen

Der von Hitler befohlene Angriff der deutschen 5. Panzerarmee in westlicher Richtung gab den Alliierten die Chance, die Deutschen zwischen Falaise und Argentan im sogenannten Kessel von Falaise einzuschließen. Am 8. August erreichte Pattons 5th US-Armored Division den Ort Le Mans, wo sie sich mit der französischen 2e Division Blindée unter Jacques-Philippe Leclerc de Hauteclocque zusammenschloss. US-General Omar Bradley sprach sich am selben Tag mit Bernard Montgomery ab und erklärte ihm seinen Plan, die deutsche Armee westlich der Seine einzuschließen. Dazu mussten Pattons beide Panzerdivisionen von Le Mans aus nach Norden wenden, um sich dort mit Montgomerys Divisionen zusammenzuschließen, welche von Caen aus in südwestliche Richtung abdrehten.

Bradley befahl, Pattons XV US-Corps nördlich von Argentan zu stoppen. So entstand eine 25 km breite Lücke, durch die die deutschen Truppen zu entkommen versuchten. Teile der 12. SS-Panzer-Division und der kanadischen 1st Canadian Army lieferten sich daraufhin harte Kämpfe, die sich über mehrere Tage hinzogen. Zwischen dem 18. und 21. August schrumpfte der Kessel zu einer acht Kilometer breiten Straße zusammen, die von bis zu 80.000 Granaten täglich beschossen und vielen Luftangriffen ausgesetzt war. Am 1. September war der Kampf mit dem Abzug der letzten deutschen Soldaten vorüber. Falaise ist als Sieg für die Alliierten zu bewerten, da die deutschen Verbände zwischen dem 7. und 21. August etwa 50.000 Soldaten (einschließlich Kriegsgefangene) und nahezu ihre gesamten schweren Waffen verloren; allerdings konnten zwischen 20.000 und 30.000 deutsche Soldaten aus dem Kessel entkommen, was Antony Beevor mangelndem taktischem Geschick vor allem Montgomerys zuschreibt.

## Kriegsverbrechen

### Kriegsverbrechen an kanadischen Kriegsgefangenen
Mehr als 156 kanadische Gefangene sind Berichten zufolge von der 12. SS-Panzer-Division in den Tagen und Wochen nach dem D-Day in der Nähe von Caen getötet worden. 20 Kanadier wurden beim Massaker in der Abbaye d’Ardenne, in der Nähe von Villons-les-Buissons nordöstlich von Caen exekutiert. Der Kommandant des SS-Panzergrenadierregiments 25 der 12. SS-Panzer-Division, Kurt Meyer, hatte in der mittelalterlichen Abtei Abbaye d’Ardenne sein Hauptquartier bezogen und die Exekutionen mit hoher Wahrscheinlichkeit in Auftrag gegeben. Am 7. Juni kämpften kanadische Truppen bei dem Ort Authie, wonach viele in der Abtei gefangen gehalten wurden. Zehn wurden daraufhin ausgewählt und vor der Abtei exekutiert. Der Rest wurde nach Bretteville-sur-Odon gebracht. Am Abend desselben Tages wurden elf Gefangene in den Garten eines Landschlosses geführt und erschossen.

Am Abend des 8. Juni wurden sieben weitere Kriegsgefangene, die bei Authie und Buron gekämpft hatten, zur Abtei gebracht, befragt und danach nacheinander erschossen. Die sieben Kanadier schüttelten sich vor der Exekution noch einmal die Hand, wurden dann in den Garten gebracht und mit Maschinenpistolenschüssen in den Hinterkopf exekutiert. Nach zehn Minuten waren alle sieben tot. Der polnische Gefreite Jan Jesionek, der in der 12. SS-Panzer-Division diente, berichtete später über die Geschehnisse. Die letzten Leichen wurden erst im Herbst 1945 gefunden. Die Abbaye d’Ardenne wurde um Mitternacht des 8. Juli 1944 von den Regina Rifles erobert. Kurt Meyer wurde wegen der Exekutionen im Dezember 1945 der Prozess gemacht. Er bestritt jedoch, davon gewusst zu haben. Er wurde trotzdem zum Tod verurteilt, was jedoch später in lebenslange Haft umgewandelt wurde. Am 7. September 1954 wurde er aus dem Gefängnis entlassen.

Zum Gedenken an die kanadischen Soldaten wurde bei der Abtei eine kleine Kapelle aufgestellt. Die Kapelle besteht aus einem Holzkreuz, über dem sich eine Nische befindet, in der wiederum eine Marienstatue aufgestellt wurde. Am Kreuz ist ein kanadischer Stahlhelm befestigt. An der Kapelle werden jedes Jahr Blumen der Kinder von Authie hinterlegt. 1984 wurde eine Gedenktafel aus Bronze an der Abtei aufgestellt, auf der steht:
„On the night of June 7/8, 1944, 18 Canadian soldiers were murdered in this garden while being held here as prisoners of war. Two more prisoners died here or nearby on June 17. They are dead but not forgotten.“
(Deutsch: „In der Nacht vom 7. auf den 8. Juni 1944 wurden 18 kanadische Kriegsgefangene in diesem Garten ermordet. Zwei weitere Gefangene starben dort oder in der Nähe am 17. Juni. Sie sind tot, aber nicht vergessen.“)

## Nachwirkungen und Gedenken

Provisorisches Holzgeschäft im zerstörten Caen während des Wiederaufbaus, 1945

Blick auf das zerstörte Caen

Es gelang den Alliierten durch die Operation Overlord und die Schlachten in der Normandie, Fuß zu fassen und eine feste Basis in Frankreich für die Befreiung Europas zu schaffen. Am 25. August beendeten die Alliierten die Befreiung von Paris mit der Einnahme der französischen Hauptstadt. Caen sowie die umliegenden Dörfer und Städte wurden zum Großteil zerstört. Die in Caen befindlichen Abteikirchen sowie die 1432 gegründete Universität Caen wurden ebenfalls zerstört. Die Gebäude wurden nach dem Krieg wieder aufgebaut und teilweise auch erweitert. Aufgrund dessen ist das heutige Symbol der Universität von Caen der Phönix. Etwa 35.000 Einwohner Caens waren nach den schweren Kämpfen obdachlos.

Der Wiederaufbau des zerstörten Caen dauerte offiziell von 1948 bis 1962. Erstmals war am 6. Juni 2004 mit Gerhard Schröder ein deutscher Bundeskanzler zur Jubiläumsfeier der Invasion eingeladen. Um der Schlacht um Caen und der Operation Overlord zu gedenken, wurden viele Denkmäler errichtet, so beispielsweise an der Straße zur Odon-Brücke, bei Tourmauville ein Denkmal für die 15th (Scotch) Division oder auf dem Hügel 112 ein Monument für die 53th Division sowie eines für die 43rd (Wessex) Division. Des Weiteren wurde in der Nähe des Hügels 112 ein neuer Wald gepflanzt, der heute als Gedenkpark dient.

An die Landung in der Normandie, die Schlacht um Caen und den Zweiten Weltkrieg erinnert heute zentral das Mémorial de Caen. Es wurde auf Initiative der Stadt Caen über dem ehemaligen Befehlsbunker des Generals Wilhelm Richter, dem Kommandeur der 716. Infanterie-Division, errichtet. Am 6. Juni 1988 wurde es vom damaligen französischen Staatspräsidenten François Mitterrand sowie von zwölf Botschaftern der an dem Kampf in der Normandie beteiligten Staaten eingeweiht. Das Museum ist pazifistisch orientiert und grenzt an den Parc international pour la Libération de l'Europe, einen Garten, der der alliierten Beteiligten der Invasion gedenkt. Die alliierten Gefallenen sind auf dem Brouay War Cemetery, dem Banneville-la-Campagne War Cemetery (2.170 Gräber) und dem Bretteville-sur-Laize Canadian War Cemetery (2.957 Gräber) beerdigt.

## Rezeption

### Filme
- Der Doku-Spielfilm D-Day 6.6.44 – Entscheidung in der Normandie des britischen Fernsehsenders BBC dokumentiert die Ereignisse beim Vorrücken Richtung Caen. Produzent: Tim Bradley; Regie: Richard Dale, Kim Bour, Pamela Gordon, Sally Weale. (FSK: 16)
- Der US-amerikanische schwarz-weiß Dokumentarfilm "Crusade in Europe" aus dem Jahr 1949, der auf Eisenhowers Buch basiert, dokumentiert die Operation Overlord und auch die Schlacht um Caen. (FSK: o.A.)
- The Norman Summer: Kanadischer Dokumentarfilm aus dem Jahr 1962 zu den Kämpfen um Caen bzw. die Normandie. (FSK: o.A.)
- Im kanadischen Fernsehfilm In Desperate Battle: Normandy 1944 von 1992 wird die Schlacht um Caen nachgestellt.
- Road to Ortona, Turn of the Tide und V Was for Victory sowie Crisis on the Hill (alle 1962): Kanadische Dokumentationen zu den Geschehnissen.

### Spiele
- Company of Heroes: Opposing Fronts: In diesem Echtzeit-Strategiespiel handelt eine Kampagne von den Kämpfen um Caen. (USK: 16)
- Call of Duty 2: Computerspiel des US-amerikanischen Spieleentwicklers Infinity Ward, das 3. November 2005 von Activision veröffentlicht wurde, in dem man als britischer Sergeant John Davis den Angriff auf Caen nachspielt. (USK: 18)
- D-Day: In diesem Echtzeit-Taktik-Computerspiel kann der Spieler einige Operationen der Schlacht um Caen nachspielen. Außerdem gibt es Informationen und Level usw. zu anderen Ereignissen rund um den D-Day und den nachfolgenden Aktionen, sprich dem Ausbruch aus der Normandie. (USK: 16)
- Hidden & Dangerous 2: Man spielt hier einen britischen SAS-Soldaten, der eine Stadt in der Nähe Caens von den Deutschen befreien soll. (USK: 16)
- Day of Defeat: Das auf Half-Life basierende Multiplayer-Spiel bietet in seinem Kartensortiment, welches aus Kriegsschauplätzen des Zweiten Weltkriegs besteht, eine Welt, die Caen nachempfunden ist. (USK: 16)

## Weiter führende Literatur
- Arthur Gullachsen: The Night of the Panthers: The Assault of Kampfgruppe Meyer/Wünsche on Bretteville-l'Orgueilleuse, 8/9 June 1944., Canadian Military History. 2021, Vol. 30 Issue 1, p1-38. 38p.